# Anime
Anime (japanisch アニメ, [anime], deutsch häufig [ˈanimeː], Plural: Animes und Anime) bezeichnet in Japan produzierte Zeichentrickfilme und Zeichentrickserien. In Japan selbst steht Anime für alle Arten von Animationsfilmen und -serien, für die im eigenen Land produzierten ebenso wie für importierte. Er bildet das Pendant zum Manga, dem japanischen Comic. Japan besitzt die umfangreichste Trickfilmkultur weltweit.

## Definition und Begriffsgeschichte
Im Japanischen kann „Anime“ jegliche Animationsfilme bezeichnen, sowohl die aus dem eigenen Land als auch aus dem Ausland. Außerhalb Japans wird der Begriff ausschließlich für Animationsfilm japanischer Herkunft verwendet. Historisch wurden Animationsfilme in Japan lange Zeit nicht Anime genannt. Zu Beginn des 20. Jahrhunderts gab es zunächst die Worte senga („Linienkunst“) und kuga („Klapp-Bilder“, vgl. Daumenkino), dekobō shin gachō („schelmische neue Bilder“) oder chamebō-zu („verspielte Bilder“). Später kamen manga eiga (漫画映画, „Manga-Filme“) und dōga (動画, „bewegte Bilder“) auf. Erst in den 1970er Jahren tritt das Wort Anime in Japan zusammen mit der Wortschöpfung Japanimation auf. Letztere wird ausschließlich für die damals erstmals stark wachsende eigene Animationsbranche verwendet. Anime entstand als eine Verkürzung des japanischen Lehnwortes animēshon (アニメーション, von englisch animation). Während animēshon eher als Bezeichnung für höher geachtete Animationskunst und Kinofilme verwendet wurde, wurde dessen Kurzform vor allem für die ab den 1960er entstehenden, günstiger produzierten Fernsehserien verwendet.
Letztlich setzte sich Anime als Bezeichnung aller Animationsproduktionen durch. Die anderen Begriffe blieben nur in Nischen erhalten. Als Bezeichnung nur für japanische Animationsfilme und -serien hat sich der Begriff seit den 1980er Jahren in den USA und Europa durchgesetzt. Im englischen Sprachraum wurde seit Ende der 1970er Jahre in der kleinen Fanszene und von ersten kommerziellen Vertrieben zunächst häufiger Japanimation verwendet, was jedoch zu Verballhornungen und Missverständnissen führte. So wurde dieses Wort um 1990 von dem aus Japan übernommenen, kürzeren Anime abgelöst.
Im wissenschaftlichen oder journalistischen Diskurs ist die genaue Abgrenzung zwischen Anime und Animation allgemein jedoch umstritten, auch wenn Anime und japanischer Animationsfilm meist synonym verwendet werden. So nennt Thomas Lamarre eine Abgrenzung von Full Animation und Limited Animation im japanischen Diskurs. Anime, besonders Fernseh-Anime in der einfachen, kostengünstig produzierten Form der 1960er Jahre wird dann als eine Form der Limited Animation aufgefasst. Produzenten von Full Animation wollen sich davon abgrenzen. Beispielsweise lehnt das Studio Ghibli den Begriff Anime für ihre Filme ab und verwendet stattdessen manga eiga. Aufwändige Filme und Fernsehproduktionen haben jedoch gemeinsam, dass die Ästhetik traditioneller Animationstechniken fast immer erhalten wird, auch wenn vielfach Computeranimationen zum Einsatz kommen. Reine Computeranimationsfilme, denen diese Technik auch anzusehen ist und die nach Realismus streben, kommen zwar vor, sind aber eine Ausnahme.
Stevie Suan und José Andrés Santiago Iglesias nennen eine Reihe von Stil-Merkmalen, die japanischen Fernsehproduktionen und solchen mit japanischem Einfluss zu eigen sind: Eine durchgehende Erzählung über alle Folgen, der Gebrauch von Cliffhangern und deren Auflösung durch Eukatastrophen, reduziertes und ikonisches Charakterdesign, größere Vielfalt in der Farbpalette, Gebrauch von Limited Animation und die Erzeugung eines Raumeindrucks durch Bewegung sowie der Einsatz vieler Schnitte, Kameraeinstellungen und Montagen zur Darstellung vieler Perspektiven und Details einer Szene. Die Gesamtheit dieser Merkmale fassen Suan und Iglesias unter dem Begriff animesque zusammen. Ein animesques Werk wird von Fans als Anime erkannt, da es die erzählerischen und formalen Erwartungen erfüllt, die mit dem japanischen Animationsfilm verbunden werden. Brian Ruh verweist neben den von Iglesias genannten Stilmerkmalen auf die Transnationalität des Mediums Anime, die sich in dessen Geschichte als auch in international verständlichen Designs äußert.
Ähnlich beschreiben auch andere Autoren ein Verständnis von Anime als in einen Medienmix eingebundene (Fernseh-)Serienproduktionen mit auch in ihren Filmadaptionen wiedererkennbaren, im Fernsehen entstandenen Stil- und Erzählmerkmalen. Daneben gibt es Produkte des japanischen Animationsfilms, die von einigen Rezipienten nicht als Anime angesehen werden, sondern einem unbestimmten Alternativen japanischen Animationsfilm oder nur allgemein Animationsfilm zugerechnet werden.
Jonathan Clements weist ebenfalls auf mehrere Abgrenzungsunschärfen des Begriffs hin: Neben der technischen zwischen Full und Limited Animation gibt es Autoren, die Anime historisch abgrenzen als japanischen Animationsfilm ab den Fernsehserien der 1960er Jahre. Japanischer Animationsfilm aus der Zeit davor wird dann nicht als Anime bezeichnet, obwohl die frühen Filme von großer Bedeutung für die späteren Produktionen waren. Weitere Unschärfen ergeben sich aus dem umfangreichen Prozess von Produktion, Vertrieb und Konsum. So sind einige ausländische – insbesondere US-amerikanische – Trickfilmproduktionen unter japanischer Mitwirkung oder sogar großteils in Japan entstanden, andererseits waren japanische Unternehmen Auftraggeber für Animationsarbeit in anderen Staaten, und schließlich sind bei der Lokalisierung, Vertrieb und Vermarktung ausländischer Produktionen japanische Firmen beteiligt. All die damit in Verbindung stehenden Werke können daher auch als Teil der japanischen Animationsfilmindustrie beziehungsweise von dessen Geschichte begriffen werden. Und schließlich gehören zu Anime nicht nur die Objekte, die hergestellten und verkauften Werke, sondern auch die Ereignisse der Vorführung und des Konsums. So kann der Begriff je nach Kontext und Zeit unterschiedliche Erwartungen wecken und Bedeutungen haben. Steven T. Brown geht so weit, die Bedeutung des Begriffs Anime in der Präsentation und Anordnung der Informationen bei der Vorführung und in der Interaktion des Rezipienten mit dem Werk zu suchen.
In der Beschreibung von Anime als Medium wird auch oft darauf hingewiesen, wie stark sich der japanische Animationsfilm von dem unterscheidet, was westliche Zuschauer von Animationsfilmen – insbesondere amerikanischen Cartoons oder Filmen von Walt Disney – erwarten. Viele Animes sind nicht für Kinder gemacht, manche sogar pornografischer Natur, erzählen dramatische oder actionreiche Geschichten und bedienen eine große Vielfalt an Genres. Im Vergleich zu vielen im Westen erfolgreichen Trickfilmen kommen Musicaleinlagen, Tierfiguren und Slapstick-Humor deutlich seltener vor. Trotz dieser häufig genannten Merkmale beziehungsweise auffälligen Unterschiede werden diese nicht zur Definition herangezogen. Als Anime um 2000 herum in den USA immer größeren Zuspruch fanden, zugleich aber Vorurteile gegenüber einem als für Kinder gefährlichen Kulturimports herrschten, wurde der Ausdruck Anime auch abwertend verwendet – vor allem von solchen Vertrieben, die selbst japanische Animationsfilme importierten und ihre Produkte vor den Vorurteilen schützen wollten.

## Historische Entwicklung
Die Einteilung sowie überhaupt der Beginn der Geschichte des Animes ist – wie auch beim Manga – in Forschung und Fachjournalismus umstritten. Je nach Definition von Anime als Medium oder nur eine bestimmte Erscheinungsform von japanischem Animationsfilm oder als Genre, wird der Beginn von dessen Geschichte am Anfang des 20. Jahrhunderts, erst in dessen Mitte oder erst in den 1970er Jahren gesehen. So ist die genaue Rolle und Wirkung Osamu Tezukas als Pionier des Fernsehanimes strittig, da einige Autoren viele wichtigen Entwicklungen bereits zuvor bei den Kinofilmen Tōei Animation angelegt sehen.
Animationstechniken und optische Spielzeuge waren in Japan bereits lange vor 1900 bekannt und wurde wie in westlichen Ländern vor allem von Schaustellern vorgeführt oder waren für wohlhabende Bürger als Spielzeug zu kaufen. Der manchmal als erster Anime bezeichnete Filmstreifen Katsudō Shashin, der auf 1907 bis 1912 datiert wird, gehörte zu einem solchen Spielzeug und wurde nie öffentlich vorgeführt. Ab etwa 1910 kamen westliche Trickfilme nach Japan, wurden zunächst bei Bühnenshows und dann zunehmend in Kinos gezeigt. Erste Japanische Nachahmer sind aus dem Jahr 1917 bekannt, in dem die Pioniere Ōten Shimokawa, Jun'ichi Kōuchi und Seitarō Kitayama ihre ersten Filme aufführten. Kitayama gründete 1921 mit Kitayama Eiga Seisaku-sho das erste nur dem Animationsfilm gewidmete Studio. Die verwendeten, noch experimentellen Animationstechniken umfassten unter anderem Kreidezeichnungen, Tuschezeichnungen und Scherenschnitt. Die Aufführung von Filmen wurde damals noch begleitet von einem Benshi, der die Kurzfilme erzählerisch verband und erläuterte. Der Beruf kam aus der Tradition der Schausteller und lebte beim Straßen-Papiertheater Kamishibai noch bis in die 1950er Jahre weiter. Wie auch der Manga wurde der japanische Animationsfilm durch die Benshi und das Papiertheater erzählerisch und ästhetisch beeinflusst. Die in den 1910er Jahren aufgekommene Filmzensur traf auch den Animationsfilm. Infolgedessen waren die entstandenen Kurzfilme meist Komödien oder zeigten japanische und chinesische Mythen, Märchen und Fabeln, die von der Zensur weniger scharf beurteilt wurden. Außerdem entstanden Lehrfilme, die durch ihre Entstehung im öffentlichen Auftrag vor Zensur sicher waren.
Nachdem zu Beginn die Produktion an Trickfilmen zunahmen, wurden beim Großen Kantō-Erdbeben 1923 die Studios und die meisten bis dahin produzierten Filme zerstört. Die Branche verlagerte sich in die Kansai-Region, wo ihr Schwerpunkt bis nach dem Zweiten Weltkrieg blieb. Sie konnte sich dort von den Einflüssen der traditionellen Theater- und Schaustellerszene in Tokio lösen. Dazu kam der Einfluss amerikanischer Trickfilme, die nun zunehmen in Japan aufgeführt wurden. Die Produktion wurde rationalisiert und entfernte sich von der noch kunsthandwerklichen Herstellung der ersten Jahre. Dabei wurden einfache Kamera- und Bild-Gestelle für die Belichtung genutzt. Das verwendete Material blieb zunächst meist Papier mit Schwarz-Weiß-Zeichnungen, die Inszenierung einfach gehalten und die Studios hatten nicht mehr als eine Handvoll Mitarbeiter. Von diesen blieb Kitayamas das über lange Zeit erfolgreichste, wobei mehrere Mitarbeiter sich abwandten und eigene Studios gründeten. Der Großteil der Produktion waren nun Lehr- und Werbefilme und fiktionale Inhalte wurden die Ausnahme. Um 1930 kam der Tonfilm auch nach Japan und bereitete damit dem Beruf der Benshi ein Ende. Einige von ihnen wurden die ersten Synchronsprecher. Der aufwändige Tonfilm erhöhte auch wieder den Bedarf nach kurzen Filmen und damit nach Trickfilmen. Der von diesen wohl am häufigsten gesehene war das 1931 entstandene Kokka Kimiyao von Ōfuji Noburō – die japanische Nationalhymne zum Mitsingen, die zu Beginn der meisten Filmvorführungen gezeigt wurde. Während ab 1934 mit der Einrichtung einer Celluloid-Produktion von Fujifilm die Produktion von Papier auf modernere Cels umgestellt werden konnte, blieben Farbfilme bis nach dem Krieg die Ausnahme.
In den 1930er Jahren wurden zunehmend Propagandafilme produziert, die vor amerikanischem Einfluss warnten und Japans Kriege in China und die Expansion im Pazifik vorbereiteten und begleiteten. Die Mehrheit der produzierten Filme waren weiterhin keine Unterhaltungsfilme, wobei der Schwerpunkt sich zu animierten Anleitungen für militärisches Personal sowie (Propaganda-)Nachrichtenfilmen verlagerte. Das Verbot ausländischer Filme, die Regierungsaufträge und der staatliche Druck insbesondere auf Schulkinder, die Filme anzuschauen, brachten den Animatoren bis dahin ungekannte Nachfrage und Ressourcen und Studios konnten über die Zahl weniger Mitarbeiter hinaus wachsen. Die japanische Regierung war außerdem gewillt, ihre Überlegenheit auch in der Filmproduktion unter Beweis zu stellen und mit den Filmen Disneys und dem chinesischen Film Tiě shàn gōngzhǔ von 1941 gleichzuziehen.
So konnte auch der erste abendfüllende Animefilm entstehen: Momotarō: Umi no Shimpei. Die in schwarz-weiß erzählte Geschichte von Tieren, die Pazifikinseln von der britischen Kolonialmacht befreien und ihnen die japanische Kultur bringen, kam 1945 nicht lange vor der Kapitulation in die Kinos.
Nach Ende des Krieges scheiterten Versuche, die japanischen Animatoren bei wenigen Studios zu bündeln an der schlechten Wirtschaftslage, Arbeitskämpfen und politischer Konflikte um Mitwirkung an Kriegspropaganda. Dazu kam die Konkurrenz durch die jetzt ins Land kommenden ausländischen Filme. So kamen nur noch selten japanische Animationsfilme heraus. Die nun vor allem kleinen Studios der Branche verlegten sich großteils auf Werbefilme, denen im Laufe der 1950er Jahre mit dem Privatfernsehen ein wachsender Markt entstand. Künstlerische Qualität und die Produktionsprozesse blieben hinter den Entwicklungen der vorherigen beiden Jahrzehnte zurück. In der gleichen Zeit kam es zu ersten Auftragsarbeiten für amerikanische Filmproduzenten. Diese, insbesondere Jules Bass und Arthur Rankin Jr., wurden ab den 1960er Jahren zu einem regelmäßigen Auftraggeber mehrerer japanischer Studios. Diese nur wenig sichtbare und wahrgenommene Zusammenarbeit hielt bis in die 1980er Jahre an.
Von den Studiogründungen nach Kriegsende blieb nur Nichidō, das schließlich von Tōei aufgekauft wurde. Aus diesem Zusammengehen unter dem Namen Tōei Animation ging 1958 mit Hakujaden wieder ein abendfüllender, nun farbiger Anime-Kinofilm hervor. Er war der Beginn einer Reihe von Filmen des Studios, die als Klassiker vor der Zeit des Fernseh-Animes gelten und erheblichen Einfluss auf die späteren Produktionen hatten. Ihre Ästhetik war bereits vom zeitgenössischen Manga beeinflusst und an den Produktionen waren viele beteiligt, die später eigene Studios gründeten und dabei ihre ersten Erfahrungen von Tōei mitnahmen.
Unter ihnen war der Manga-Zeichner Osamu Tezuka, der zunächst an drei Verfilmungen seiner Serien mit dem Studio zusammen arbeitete und dann mit Mushi Production sein eigenes Studio gründete. 1963 veröffentlichte dieses Astro Boy, die erste Anime-Fernsehserie mit halbstündigen Folgen. Noch im gleichen Jahr folgten Serien anderer Studios. Tezukas Studio produzierte weitere Serien, die auf seinen Geschichten basierten, darunter den ersten farbigen Fernsehanime Kimba, der weiße Löwe. Die Finanzierung seiner Produktionen sicherte Tezuka oftmals mit Lizenzverkäufen, insbesondere in die USA, und Merchandising ab und etablierte damit neue Finanzierungswege. Ab Ende der 1960er Jahre schuf Tezuka anspruchsvollere und experimentellere Filme sowie einige der ersten erotischen Animefilme. Tezuka war – wie auch bei seinen Mangas – noch stark von den Filmen Walt Disneys und deren Ästhetik beeinflusst. Seine eigenen Werke hatten wiederum großen Einfluss auf die ihm nachfolgenden Filmschaffenden, entweder in Anlehnung oder Abgrenzung seiner Stile und Arbeitsweisen.
Neben und durch Tezuka hatten vor allem die Hollywood-Filme, die nach dem Krieg in großer Zahl in Japan in die Kinos kamen, starken Einfluss auf die aufwachsende Generation späterer Animatoren und Regisseure. In ihren eigenen Werken orientierten sie ihre Inszenierungen an den westlichen Vorbildern und beherrschten und verwendeten cineastische Techniken bald umfangreicher als ihre Kollegen in amerikanischen Fernsehproduktionen. In effizienter Arbeits- und Produktionsweise für Fernsehserien wiederum waren amerikanische Studios wie Hanna-Barbera Vorbilder. Mit Tezukas und den in Folge entstandenen Studios expandierte die Branche von nach Schätzungen etwa 500 Mitarbeitern um 1960 auf die doppelte Zahl 1967 und schließlich etwa 2000 um 1970.
Im Jahr 1966 wurden erstmals Animationsarbeiten nach Südkorea ausgelagert. Doch war Tezukas Geschäftsmodell, das von vielen nachgeahmt wurde, nicht dauerhaft erfolgreich. So kam die Branche zu Beginn der 1970er Jahre, wie auch die japanische Wirtschaft überhaupt, in eine Krise: durch die so entstehende Spekulationsblase, durch Schulden und durch die Überproduktion an Trickserien. Die Finanznot der Branche war auch dadurch verursacht, dass Tezuka schon zu Beginn zu geringe Preise ausgehandelt hatte. Noch über Jahrzehnte standen die Studios unter dauerhaftem finanziellen Druck.
Ab Ende der 1960er Jahre begann sich das Medium in seiner Zuschauerschaft, Zielgruppen und inhaltlichen Angebot zu verbreitern und aufzusplitten. Es wurde in einigen Serien erwachsener und ernsthafter, anderer konnten Kinder wie Erwachsene begeistern und das Segment für Kinder – insbesondere Filme für Kino und Festivals – blieb ein beständiger Markt. Diese größere Bandbreite förderte zusammen mit Innovationen aus den USA auch die weitere technische Entwicklung und Gründung neuer Studios, die teils Personal aus zuvor geschlossenen Unternehmungen oder aus Konflikten wie bei Toei übernahmen. In den späten 1960er und den 1970er Jahren entstanden vor allem Science-Fiction-Serien und mit ihnen wuchs die erste Generation an Fans auf, die ab den 1980er Jahren selbst als Produzenten in der Anime-Industrie aktiv wurde.
Mit dieser Generation nahm in den 1970ern auch die Quervermarktung von Spielzeugen und Merchandise zusammen mit Animeserien zu und veränderte die Produktions- und Eigentumsstrukturen, sodass Teile der Branche stärker von Sponsoren und Produktionskomitees geprägt wurden. Neben den von Mecha dominierten Science Fiction entstanden für das Kinderprogramm vor allem Märchenadaptionen bei großen Studios wie Toei Animation und Nippon Animation, die auch international ausgestrahlt wurden und auch ein weibliches Publikum erreichten. Seit Ende der 1960er wurden Comedy- und Drama wichtige Genres, dabei vor allem Sportdramen. Dabei entstanden im bisher männlich dominierten Medium die ersten Serien, die sich an Mädchen richteten. Ribon no Kishi (1967) von Tezuka und Mila Superstar (1969) zählten zu den ersten, mit denen der Entstehung des Shōjo-Mangas auch dessen Adaptionen als Anime folgten. Diese Serien brachten neuen Themen in das Medium, insbesondere Emanzipation, Selbstfindung und Liebesgeschichten. In diesem Umfeld entstanden neue Genres: In den 1980ern die von sich magisch verwandelnden Mädchen erzählenden Magical-Girl-Serien, in den 1990ern kamen Geschichten über homoerotische Beziehungen zunehmend aus dem Manga auch in den Anime und generell fanden ästhetische Prinzipien aus Serien für Mädchen stärkere Verbreitung, darunter die Darstellung schöner Jungen als Bishōnen.
Auch das Aufkommen von Videokassetten und Videotheken in den 1980er Jahren veränderte das Medium: Studios konnten nicht mehr nur an Fernsehsender verkaufen, sondern auch direkt über Kaufmedien veröffentlichen. Die erste Original Video Animation war 1983 Dallos, weitere vor allem aus dem Bereich Science-Fiction folgten. Dieser neue Vertriebsweg öffnete den Markt für kleine Studios, die sich direkt über kleine Aufträge von Videovertrieben finanzieren konnten.
Entsprechend wuchs in den 1980ern die jährlich produzierte Zahl von Animes durch dieses neue Segment erneut deutlich und es entstanden erstmals überhaupt Absetzwege für Nischenproduktionen wie Science-Fiction-Produktionen für ältere Zuschauer, aber auch Erotik und Pornografie. Während zugleich in den Kinos weiterhin Ableger oder Zusammenschnitte von Fernsehserien dominierten, wurden neue Studios mit realistischen und fantastischen Stoffen auch im Kino erfolgreich, insbesondere Studio Ghibli. Die OVAs und Kinofilme beförderten die Weiterentwicklung und Erhaltung der seit den 1970er Jahren gewachsenen Fanszene. In den 1990er Jahren wurden dann im Fernsehanime realistischere Stoffe, vor allem Komödien und Dramen an Oberschulen, beziehungsweise Coming-of-Age-Geschichten beliebter, teilweise auch in Verbindung mit Magical Girls und Fantasy.
Seit den 1970er Jahren kamen Animes ins europäische und amerikanische Kino und Fernsehen, zunächst vor allem Kinderserien, die auch in Koproduktion mit westlichen Sendern und Studios entstanden. Gegenüber erwachseneren, actionhaltigen Stoffen bestanden große Vorbehalte. In den Videotheken wurden zunächst vor allem pornografische und erotische Titel vertrieben, was Anime generell einen entsprechenden Ruf gab. Vereinzelt kamen Science-Fiction-Serien in die Kabelprogramme in den USA und Süd- und Westeuropa.
Das änderte sich ab Ende der 1980er mit dem Kino-Erfolg des Science-Fiction-Films Akira, in den 1990ern dann mit den Filmen des Studio Ghibli und mit international erfolgreichen Fernsehserien wie Sailor Moon, Pokémon und Dragon Ball, sodass das Medium um das Jahr 2000 herum international seinen Durchbruch erlebte und eine große Fangemeinde gewinnen konnte. Die nun seit den 1990ern aus dem Ausland zusätzlich zur Verfügung stehenden Finanzierungsquellen beförderten eine weitere Expansion des Mediums, insbesondere die Produktion von mehr Titeln, aber kürzeren, leichter verkaufbaren Serien. Nach 2000 entstand durch viele interessierte Investoren eine Spekulationsblase mit immer höheren Lizenzgebühren, die schließlich Mitte des Jahrzehnts platzte und sowohl die internationale – vor allem amerikanische – aber auch die japanische Euphorie für das Medium dämpfte. Die Nachfrage durch die international gewachsene Fanszene blieb aber erhalten und in Japan selbst haben sich die institutionalisierten Kinderfilme und -Franchises, die Produktionen für die große Fangemeinschaft sowie einige allgemein beliebte Serien und Studios erfolgreich etabliert.
Zugleich kam es durch das Aufkommen von Computeranimation und der Digitalisierung darüber hinaus zu einer Umwälzung der Produktionsprozesse und Vermarktungswege. Diese halfen, Kosten in Produktion und Vertrieb zu senken, die Verknüpfungen mit anderen Medien zu stärken und neue, insbesondere Nischen-Zielgruppen und solche im Ausland zu erschließen. Neue Studios entstanden, die sich auf die Nutzung von Computern und auf 3D-Animationen spezialisierten. Im Wesentlichen blieb trotz Digitalisierung die bis dahin kultivierte 2D-Bildsprache jedoch erhalten. Auch die Entwicklung hin zu erwachseneren und realistischeren Inhalten wurde auf diesem Weg gestärkt. Andererseits wurden durch Kopierbarkeit und die damit erleichterte illegale Verbreitung bis dahin genutzte Vertriebsarten in Frage gestellt. In den 2010er Jahren kam mit Streamingangeboten schließlich ein neuer Vertriebsweg hinzu, der den neuen technischen Möglichkeiten entsprach. Während der bis in die 2000er gewachsene heimische Markt für auf Fans zielende Produktionen sowie die Gewinnerzielung mit Merchandising gesättigt sind oder gar rückläufig, wird durch diese neuen Ausspielwege sowie die gezieltere Ansprache von Zuschauern weltweit dem Anime ein weiterer Markt erschlossen.

## Inhalte, Genres und Zielgruppen
Animes decken ein breitgefächertes Themenspektrum für alle Altersstufen ab. Geschichten sind oft komplexer und vielschichtiger als bei vielen westlichen Trickfilmproduktionen üblich. Es findet mehr Charakterentwicklung statt und auch der Tod wichtiger, vom Zuschauer lieb gewonnener Charaktere kann vorkommen. Bei Heldenfiguren ist ihre Motivation, Loyalität und Durchsetzungswille wichtiger als dass sie gewinnen und Antihelden treten häufiger auf. Auch historische Heldenideale wie der Ninja oder Samurai (Bushidō) spiegeln sich in vielen Animes wider. Ein klassischer Konflikt aus dieser Tradition ist giri-ninjō, der Konflikt zwischen der gesellschaftlichen Verpflichtung und den eigenen Bedürfnissen.
Antagonisten sind häufig differenziert und verfügen über eine Hintergrundgeschichte, die ihre Handlungen erklärt. Auch der häufiger vorkommende Seitenwechsel einer Figur trägt dazu bei. Klischees über typische Bösewichte werden gebrochen und beispielsweise gerade die Gegenspieler als besonders schön dargestellt.
Frauen haben öfter wichtigere Rollen, sind starke Heldinnen gleichberechtigt mit Männern und werden dennoch meist attraktiv dargestellt. Obwohl oder gerade weil dies oft noch immer nicht der Stellung von Frauen in der japanischen Gesellschaft entspricht, trägt es zu einer breiteren Zuschauerschaft bei. Dennoch lassen sich oft klassische Frauenrollen feststellen. Dazu gehört die Rolle der Mutter und (im Hintergrund) sorgenden Hausfrau oder der ruhigen, niedlichen, empathischen Schülerin. Diese Rollen lassen sich mit dem japanischen Begriff „yasashii“ (rein, warm, empathisch) beschreiben. Dazu gehören auch Kriegerinnen, die yasashii mit den Idealen des Bushidō verbinden, und Mädchen und Frauen mit magischer Begabung. Fragen von Sexualität und Geschlecht werden in Animes oft ungezwungen und mit für westliche Zuschauer ungewöhnlichen Perspektiven behandelt. Sie sind Gegenstand von Comedy, Klischees und erotischen Geschichten.
Homosexualität kommt explizit und noch häufiger in Form von Andeutungen vor, ebenso unscharfe Geschlechterrollen und androgyne Figuren, die sich auch in Idealbildern wie Männern als Bishōnen oder immer wieder vorkommenden Frauen in Männerrollen zeigen. Dabei ist homosexuelles Verhalten oft nicht Identifikationsmerkmal der Charaktere, diese begreifen sich gar nicht als homosexuell oder werden durch viele weitere Merkmale charakterisiert und können in den unterschiedlichsten Rollen auftreten. Geschichten über gleichgeschlechtliche Liebe sind ganze Genres gewidmet. Nichtsdestotrotz werden auch in Geschichten über gleichgeschlechtliche Liebe bisweilen konservative Werte vermittelt, insbesondere in älteren Werken finden die Beziehungen ein tragisches Ende und die Protagonisten werden für Verstöße gegen die gesellschaftlichen Normen bestraft.
Da das Medium lange Zeit nur in Japan konsumiert wurde, sind die meisten Produktionen nur mit Blick auf den heimischen Markt entstanden, haben starke, von außen schwer verständliche Bezüge zur japanischen Kultur und berücksichtigen Gepflogenheiten oder Tabus anderer Kulturen nicht, wie es bei auslandsorientierten Produktionen wie aus den USA üblich ist.
Während sich Kino- und Fernsehproduktionen häufiger an Kinder und deren Familien richten, ist die Zielgruppe des Videomarktes sowie der nachts ausgestrahlten Fernsehserien ältere Jugendliche und Erwachsene. In seiner Gesamtheit kann Anime alle Altersgruppen und Gesellschaftsschichten ansprechen. In Anlehnung an die übliche Einteilung von Manga in Zielgruppen nach Alter und Geschlecht, erfolgt dies oft auch bei Anime. Bei vielen Animes, vor allem solchen ohne Manga-Vorlage, ist die Einteilung in diese Gattungen jedoch schwer oder gar nicht möglich:
- Kodomo (jap. für „Kind“): Produktionen für jüngere Kinder.
- Shōnen (jap. für „Junge“): Produktionen für männliche Jugendliche, oft den Genres Action, Science-Fiction und Fantasy zuzuordnen.
- Shōjo (jap. für „Mädchen“): Sendungen für weibliche Jugendliche, oft Liebesgeschichten.[36]
- Seinen (jap. für „junger Mann“): Primäre Zielgruppe sind Männer im Alter von 18 bis 30 Jahren, meist mit anspruchsvolleren, erotischeren oder gewalthaltigeren Inhalten.
- Josei: ist das weibliche Gegenstück zu Seinen. Behandelt oft den Alltag oder auch das Berufs- und Liebesleben von jungen Frauen.

Auch wenn grundsätzlich alle möglichen Themen auftreten können, so sind doch besonders solche mit Bezug zum japanischen Alltag oder der japanischen Kultur verbreitet. Die kann zum einen Sport und Kunst, Probleme des Alltags und dessen Regeln oder des Lebens im modernen, technisierten und in den Metropolen dicht besiedelten Landes sein, zum anderen traditionelle Künste, Themen des Buddhismus und Shinto und der japanischen Geschichte und Mythologie.
Traditionelle Geschichten, wozu neben Mythologie auch japanische Klassiker wie Hakkenden und Genji Monogatari zählen, werden dabei oft aufgegriffen, modernisiert und in einer zeitgenössischen Deutung oder Moral präsentiert. Auch nicht-japanische, insbesondere jüdisch-christliche Symbolik und chinesische Mythologie wird immer wieder eingewoben. Dazu kommen typisch japanische Sujets wie mono no aware, die sich nicht nur in Ästhetik, sondern auch in den Geschichten selbst ausdrücken können. Diese Themen werden nicht selten gemischt mit Science-Fiction- und Fantasy-Elementen und die meisten Werke lassen sich nicht klar einem einzigen Genre zuordnen. Daneben gibt es typisch japanische und in Animes weit verbreitete Themen wie Vorteile und Konflikte in einer dicht gewobenen Gesellschaft sowie als Gegenstück dazu das verlockende, freie aber auch gefährliche Leben von Außenseitern und Einzelgängern.
Ferner werden politische Themen aufgegriffen, wie die Wertschätzung der Natur, Umweltschutz oder die Frage von Krieg und Frieden. Neben den international bekannteren, pazifistischen Werken in fantastischen, realistischen oder dystopischen Setting gibt es auch Geschichten, die an Kriegspropaganda des Zweiten Weltkriegs anknüpfen oder den japanischen Imperialismus herunterspielen und Japan als Opfer im Zweiten Weltkrieg darstellen. Aus anderen Bereichen der japanischen Populärkultur finden sich Japanische Idols, berühmte Persönlichkeiten, die singen, schauspielern und werben, auch in Animes immer wieder: als zentrale Figur einer Geschichte über das Showgeschäft oder in abgewandelter Form in einer fantastischen Erzählung. Auch gibt es seit den 1990er Jahren immer wieder Werke, die die Fanszene selbst in den Fokus nehmen und sich wiederum vor allem an diese als Zielgruppe wenden.
Von Literaturverfilmungen (z. B. Das Tagebuch der Anne Frank oder Heidi) über Horror bis zu Comedy und Romanzen werden nahezu alle Bereiche und Altersklassen abgedeckt. Die Werke können Wissen über Geschichte, einen Sport oder einen anderen thematischen Fokus eines Animes vermitteln, sowie moralische Werte lehren wie Teamwork oder Respekt. Auch gibt es Genres, die ausschließlich in Anime und Mangas vorkommen oder in diesen Medien entstanden sind:
- Etchi: Abgeleitet von der Aussprache des englischen Buchstabens H für „Hentai“. Japanisch für unanständige Sexualität. Diese Anime enthalten nach der westlichen und insbesondere der deutschen Definition nur leicht sexuelle Andeutungen. In Japan sind Etchi und Hentai das Gleiche, was sich vor allem durch die Wortbildung selbst erklären lässt.
- Gourmet: Geschichten über Kochen und Essen, in denen vor allem Gourmets, Restaurantkritiker oder Köche im Mittelpunkt stehen.
- Harem: Lose definiertes Genre, in dem der Protagonist der Handlung von mehreren oder gar einer Vielzahl weiterer Charaktere anderen Geschlechts umgeben ist, die sich zu ihm hingezogen fühlen.
- Hentai: japanisch für abnormal oder pervers. Dieser Begriff wird hauptsächlich von westlichen Zusehern für Anime mit pornographischen oder erotischen Inhalten genutzt. In Japan jedoch sind die Begriffe Poruno oder Ero gebräuchlich, um auf solches Material hinzuweisen.
- Isekai: bedeutet so viel wie „andere Welt“. Hierbei gelangen ein oder mehrere Charaktere aus verschiedensten Gründen aus der realen Welt in eine andere. Diese kann beispielsweise ein Videospiel oder eine Fantasiewelt sein.
- Magical Girl/Mahō Shōjo (jap. für „magisches Mädchen“): Geschichten über Mädchen, die sich in magische Kriegerinnen verwandeln können.[36]
- Mah-Jongg: Geschichten um das Spiel Mah-Jongg.
- Mecha: Anime und Manga, in denen Roboter oder fantastische Maschinen vorkommen. Oft sind diese riesig und werden von in ihnen sitzenden Piloten gesteuert.[56]
- Sentai/Super Sentai (jap. für „Kampfteam“): Bezieht sich auf jede Sendung mit einem Team aus Superhelden.
- Boys Love: Bezeichnung für Anime über Liebesbeziehungen zwischen Männern. Teils werden auch die Untergenres oder historischen Bezeichnungen Shōnen Ai oder Yaoi verwendet.
- Sport: Geschichten, in denen eine Sportart im Mittelpunkt steht. Üblicherweise wird die Entwicklung eines Sportlers von den Anfängen bis zur professionellen Karriere verfolgt.
- Yuri: bezieht sich auf Anime und Manga, die Liebe und Romantik zwischen weiblichen Charakteren zum Inhalt haben.

Pornographische Animes, sogenannte Hentai, machen nur einen kleinen Teil des japanischen Kaufvideo-Marktes aus; im Fernsehen und im Kino werden diese in Japan überhaupt nicht gezeigt. Viele Animes beinhalten jedoch erotische Elemente, ohne dem Hentai-Genre zugeordnet werden zu können, insbesondere die des Genres Etchi. Solche sowie Serien mit hohem Anteil von Gewalt oder anspruchsvollen Inhalten laufen im japanischen Fernsehen im Nachtprogramm und finanzieren sich in der Regel nicht durch die Ausstrahlung, sondern durch die mit Fernsehausstrahlung beworbenen DVD-Verkäufe. Erotische Geschichten und der relativ freizügige Umgang mit Sexualität in der Populärkultur haben in Japan eine lange Tradition, so gab es in der Edo-Zeit viele solche Ukiyo-e, Shunga genannt. In Hentai als auch in Etchi-Manga sind, wie in der japanischen Erotik allgemein üblich, Sexszenen oft in eine humoristische oder parodistische Erzählung eingebettet. Sexuelle Gewalt und Fetische werden vergleichsweise häufig thematisiert.
Neben Komödien wird entsprechend auch Horror oft für Erotik und Pornografie verwendet. Kritiker stellen dazu fest, dass solche Geschichten zwar eine Vielfalt sexueller Praktiken zeigen, aber zugleich konservative Gesellschaftsbilder vermitteln, indem zu überschwängliches oder den Normen widersprechendes Verhalten bestraft wird. Neben Humor und Horror gibt es außerdem eine Reihe romantischer, sentimentaler Pornografie, die frei von Gewalt und Übertreibung über Sex als Ausdruck menschlicher Gefühle und Charakterentwicklung erzählt. Benannt wird dieses Untergenre oft nach Cream Lemon, einem der ersten Vertreter.
Erotik ist in Japan stark geprägt von der unter der amerikanischen Besatzung entstandenen Gesetzgebung, die die Darstellung des erwachsenen Genitalbereichs und andere „anstößige“ Inhalte unter Strafe stellte (§ 175 des jap. Strafgesetzbuchs). Dies wurde von vielen Künstlern umgangen, indem die Figuren und ihre Genitalien kindlich gezeigt wurden. Zusammen mit der Kawaii-Ästhetik beförderte das die Entstehung vieler erotischer und pornografischer Geschichten mit kindlichen Figuren und die Etablierung der Genres Lolicon und Shotacon. Auch wenn die Auslegung der Gesetze gelockert wurde, blieb diese Strömung erhalten. Andere Wege, die Zensurgesetzgebung zu umgehen, sind die Verwendung von Balken oder Verpixelung, Auslassungen oder stark reduzierte, symbolhafte Darstellung von Geschlechtsorganen. International waren erotische Anime zeitweise kommerziell deutlich erfolgreicher und verbreiteter als andere Genres, was zur Legende führte, alle Anime seien pornografisch. Dieser Eindruck ist jedoch auch Ergebnis der Stereotype des westlichen Publikums und wirkte vermutlich auch auf die japanischen Produktionen zurück, die wiederum an amerikanischen Filmen orientierend den Frauen größere Brüste und den Männern mehr Muskeln gaben.
Nacktheit kann darüber hinaus auch jenseits sexueller Szenen vorkommen, in Alltags- oder Kinderserien, da es in solchen Situationen in Japan nicht als anstößig gilt. Dazu zählen Baden, auch öffentlich und gemeinsam im Badehaus, und Stillen. Außerdem werden Nacktheit, sexuelle Anspielungen wie auch Fäkalhumor in einigen Comedy-Animes gern eingesetzt.

## Bildsprache und Erzählmittel

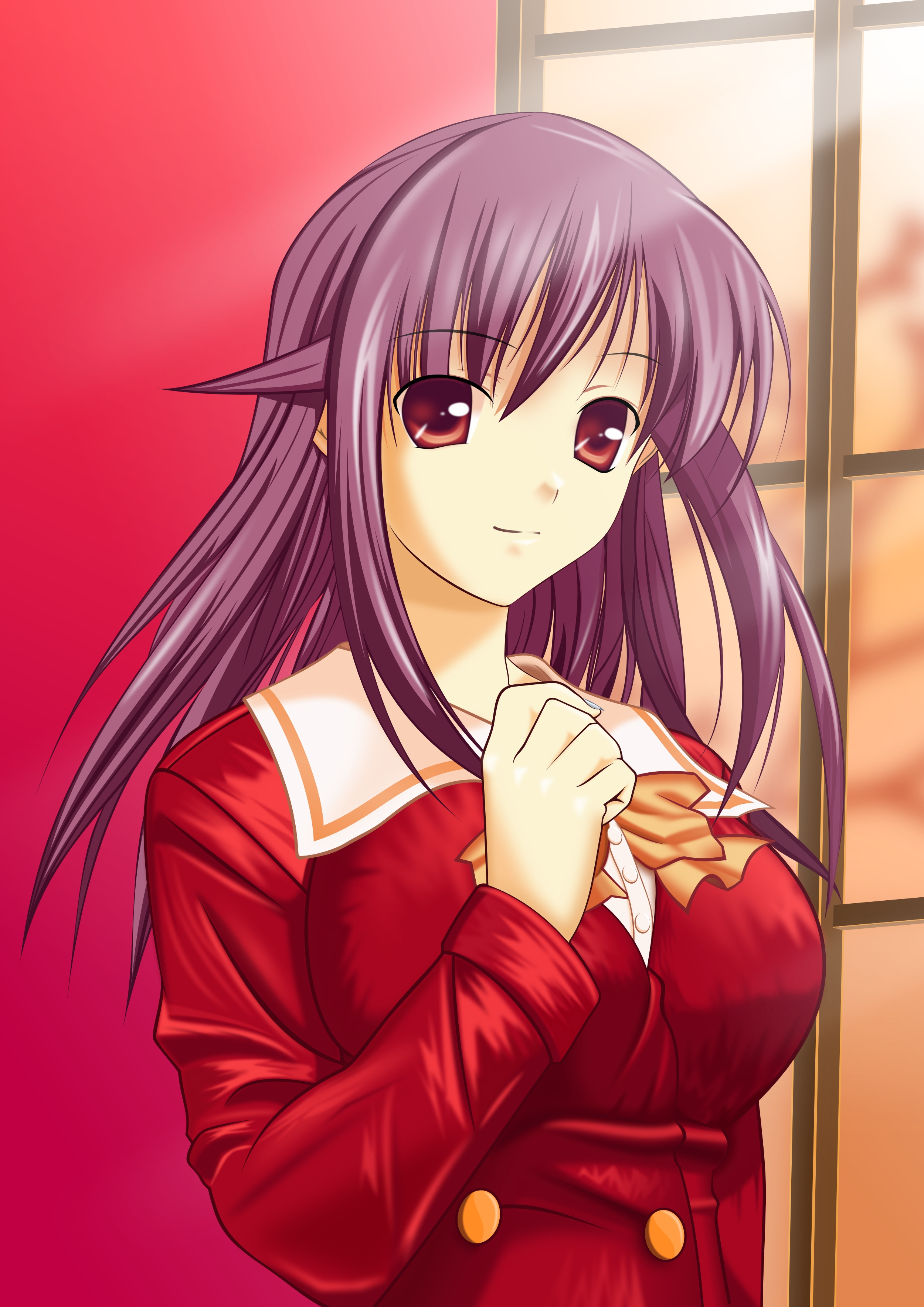
Exemplarische moderne Animefigur

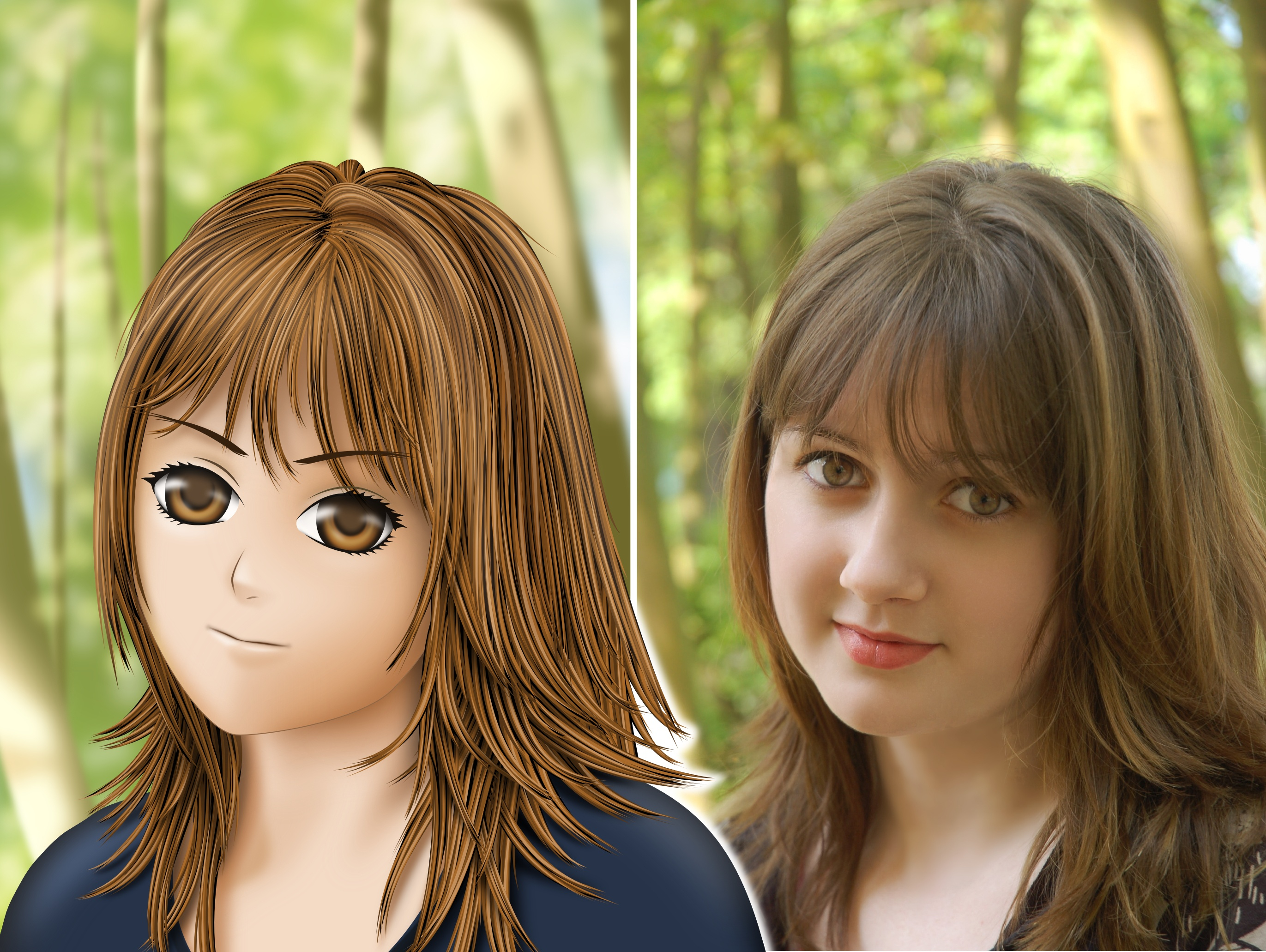
Vergleich zwischen Animestil und Foto

Die häufig anzutreffenden Stile, Bildsprache und Symbolik von Animes sind zum einen geprägt durch die lange Zeit übliche Produktion als Cel-Animation, zum anderen durch Einflüsse von Mangas und insbesondere in der frühen Zeit aus dem amerikanischen und französischen Film. Ähnlich wie im Manga sind die handelnden Figuren einfach und stilisiert gehalten, während die Hintergründe detaillierter und realistischer gezeichnet sind. Auf diese Weise wird sowohl die Identifikation mit den Charakteren erleichtert als auch das Eintauchen in die Welt der Geschichte.
Der Detailreichtum der Hintergrundbilder kann insbesondere in Kinoproduktionen ein großes Ausmaß erreichen und bildet einen entsprechenden Kontrast zu den Charakteren im Vordergrund. In Aktionszenen dagegen verschwindet der Hintergrund meist ganz, die gezeigte Bewegung tritt gänzlich in den Fokus. Charakteristisch ist, vor allem im Vergleich zu früheren westlichen Produktionen, eine große Vielfalt in der Farbpalette und deren individuell unterschiedlicher Einsatz in jedem Werk.
Das Charakterdesign ist stark vom Manga beeinflusst und entspricht beispielsweise oft dem Niedlichkeitskonzept Kawaii. Bei älteren Charakteren oder Werken für erwachseneres Publikum kommt auch das reifere, nicht niedliche Designprinzip „kirei“ vor. Darüber hinaus finden japanische Idealvorstellungen von schönen Frauen und Männern, Bishōjo und Bishōnen, Anwendung und in der Charakterentwicklung werden Archetypen, Stereotype und Klischees verwendet, von denen sich manche von denen anderer Kulturkreise unterscheiden.
Das oft eher „europäisch“ wirkende Äußere und Frisuren in allen Farben auch bei japanischen Charakteren sind für westliche Zuschauer besonders auffällig und irritierend. Tatsächlich sind die europäisch wirkenden großen Augen und andere Merkmale des Charakterdesigns im Shōjo-Manga entstanden und dienen vor allem der Vermittlung von Emotionen, haben symbolische Bedeutung oder dienen der Unterscheidung von Figuren. Daher haben auch weibliche Figuren generell sowie die Figuren in romantischen Geschichten – vor allem für Frauen – tendenziell größere Augen. Waren die so dargestellten Figuren früher meist tatsächlich europäisch, werden diese Merkmale in Japan heute nicht mehr als Kennzeichen einer bestimmten Herkunft wahrgenommen. Wenn tatsächlich die Herkunft verdeutlicht werden soll, geschieht das durch andere Merkmale, wie für Europäer mit einer markanteren Nase. Bisweilen sind die Darstellungen dann deutlich stereotyp. Eine andere Art häufig anzutreffenden Charakterdesigns ist Chibi oder Super Deformed. Diese in der Regel für Comedyserien oder eingestreute komische Szenen verwendete Variante zeigt Charakteren in extrem verkleinerter, verniedlichter Form.
Daneben ist – im Unterschied zum westlichen Animationsfilm – nicht die realistische Bewegung Ziel der Animation, sondern der Übergang zwischen ausdrucksstarken Posen. Dies lässt sich sowohl auf Kostenzwänge in der Produktion, in der stehende Bilder günstiger sind, als auch auf eine japanische ästhetische Tradition zurückführen, die sich beispielsweise auch im Kabuki-Theater zeigt, in dem Posen ebenfalls eine wichtige Rolle einnehmen. Auch über den Einsatz von Posen hinaus verweisen viele Stilmittel und Symbole im Anime auf ältere japanische Kunstformen wie Drucke, Kamishibai und Theater sowie generell japanische Ästhetik. Details werden nur spärlich, aber sehr gezielt eingesetzt, um den Eindruck größerer Detailfülle zu verleihen als tatsächlich vorhanden. Wichtige Momente können ungezeigt bleiben oder nur angedeutet und der Zuschauer muss die bleibenden Lücken selbst füllen. Auch Erzähl- und Sprechformen des Animes stammen vom Theater und Kamishibai ab. Im Gesamteindruck bleibt dabei oft eine ästhetische Distanz zwischen Werk und Rezipient (vgl. Verfremdungseffekt) und ein größerer Fokus auf Künstlichkeit und Symbolismus, wie er in vielen japanischen Künsten üblich und dem japanischen Publikum vertraut ist. Völliger Realismus und die Illusion einer echten Begebenheit sind im Gegensatz zu manchen westlichen Medien dagegen nicht das Ziel. Trotz dessen werden auch bei Animes emotionale Reaktion und Empathie des Zuschauers ausgelöst und gefordert.
Nicht nur die Bildsprache, auch Motive und andere Gestaltungsmittel sind von der japanischen Kultur geprägt. So die Jahreszeit markierende Geräusche wie die Zikaden im Sommer oder die oft ähnliche Inszenierung von Kämpfen, die ebenfalls von typischer Tongestaltung und Musik unterstützt wird. Darüber hinaus gibt es ein weites Feld an Körpersprache und Symbolen, die in Anime eingesetzt werden und außerhalb Japans nicht immer verständlich sind und auch japanische Höflichkeitsformen bilden sich, schwer zu übersetzen, in den Geschichten und deren Inszenierung ab.
Die einfach gehaltene, günstigere Animationstechniken der sogenannten Limited Animation prägten den Anime. Dazu zählt auch die häufiger nicht zum Ton passenden Lippenbewegungen, da nur wenige Mundstellungen verwendet werden und die Sprecher nach der Animation aufnehmen. Erzählerisch können durch die zurückhaltende Animation der Geschichte und den Charakteren größeres Gewicht gegeben werden als Bewegung, Action und visuellem Humor.
Limited Animation geht mit einer sich von Full Animation unterscheidenden Ästhetik einher: Neben der Betonung von Posen der Figuren auch eine große Bedeutung von Rhythmus bei Einsatz und Wiederverwendung der Einzelbilder und Schnitten. Durch die Posen fällt dem vor der Animation stattfindende Charakterdesign ein größeres Gewicht zu als bei der auf Bewegung fokussierten Full Animation. Diese Hinwendung zu den beziehungsweise Betonung von einzelnen Charakteren dient zugleich dem multimedialen Einsatz der Figuren, die sich leichter aus ihrer Serie herauslösen und in anderen Kontexten verwenden und vermarkten lassen. Während die Techniken der Limited Animation für manche nicht als richtige Animation gelten, sind sie für andere eine modernere, weiterentwickelte Animation, die sich von der Nachempfindung des Realfilms gelöst hat und in der sich sowohl kommerzielle Massenwerke als auch experimentelle Kunst realisieren und manchmal kaum noch unterscheiden lassen. Thomas Lamarre nennt einige Einsätze dieser Techniken, wie sie beispielsweise bei Gainax geschehen, wegen ihrer besonderen Ästhetik und dem ausgefeilten Einsatz von Schnitt und Rhythmus sogar „Full Limited Animation“. Hiroki Azuma macht die Folienbibliotheken der Studios als eine frühe Form von Datenbanken zu einem wichtigen Element seiner Analyse der Anime-Fankultur und deren Verhältnis zu Technik und Information. Die im Anime übliche, flächenhafte Ästhetik, die durch stilisierte Figuren und die Techniken der Cel-Animation mit ihrer Arbeit in Schichten entsteht, wird mit dem Begriff Superflat in Verbindung mit einem größeren Trend in der japanischen Kunst und Populärkultur gebracht, der von Holzschnitt bis zu Computerspielen und Manga reicht.
Über die international bekannte Ästhetik von Anime hinaus gibt es auch viele Werke, die diesen Vorstellungen nicht entsprechen. Dazu können schon ältere Anime-Klassiker zählen, die nicht mehr heutigen Stilen ähneln, aber auch Puppentrickfilme von Kihashiro Kawamoto oder Animation mit Silhouetten und Schattenrissen. Besonders im Animationsfilm bis zum Zweiten Weltkrieg sind die Einflüsse des japanischen Theaters und Kunst in der Vorliebe zu flächiger Bildgestaltung und für Choreografie deutlich zu erkennen.

## Aspekte der Produktion

### Beteiligte und Arbeitsbedingungen
Am Entstehungsprozess von Anime sind neben den Animatoren, denen die eigentliche Arbeit des Erstellens der Animation zufällt, viele weitere Berufsgruppen beteiligt. Diese sind die in der Filmbranche üblichen Beteiligten wie Regisseur, Drehbuchautoren, Filmproduzenten, Filmeditor und Filmkomponist sowie speziell für den Animationsfilm benötigte wie Synchronsprecher. Darüber sind in der Branche beispielsweise Mitarbeiter für Übersetzung importierter Filme tätig. In die Produktionen oder Vermarktung von Anime und des umgebenden Medienmixes involviert sind auch Verleger, Mangaka, Beschäftigte bei Aufsichtsbehörden, bei Fernsehsendern, Spielzeugherstellern, Videospielherstellern und -verlegern, sowie aller Unternehmen, die sich an der Produktion eines Animes beteiligen beziehungsweise diesen sponsern.
Auch einfachen Mitarbeitern in Organisation und Vertrieb können entscheidende Rollen zufallen. So ist in der oft von Termindruck geprägten Branche die Arbeit und Zuverlässigkeit von Boten, die Rohmaterial oder eine fertige Produktion ausliefern, von großer Bedeutung und bisweilen Gegenstand von Auseinandersetzungen und Anekdoten. Neben all diesen offiziellen Beschäftigten kann man, vor allem international, auch Fansubber und illegale Verbreiter dazuzählen, da auch diese einen Einfluss auf das von einem Zuschauer konsumierte Werk haben. Branchenverband ist die Association of Japanese Animations (AJA).
Autorschaft und kreativer Einfluss auf das Endprodukt sind bei Animes meist nicht klar zu erkennen und wie bei vielen anderen Film- und Fernsehproduktionen auf eine große Zahl an Beteiligten verteilt. Am deutlichsten erkennbar sind sie noch bei Kinofilmen, insbesondere solchen bekannter Regisseure und Autoren, denen der Großteil der kreativen Entscheidungen und Ideen zugeschrieben werden. Autorenfilme und entsprechend bekannte Autoren sind im Anime selten. Die Regel sind seit den 1970er Jahren Produktionskomitees, die von den Sponsoren, beteiligten Produktionsunternehmen und Rechteinhabern besetzt werden und neben der groben inhaltlichen Linie des Animes auch über das begleitende Merchandise und Adaptionen entscheiden beziehungsweise über alle Teile eines Multimedia-Franchises, dessen Teil Animes nicht selten sind.
Bei lang laufenden Serien, die eine Vorlage adaptieren, ist die Autorschaft besonders unklar. Trotz der Vorlage werden dabei in der Regel Teile der Geschichte weggelassen oder neue ergänzt, insbesondere zusätzliche kurze Geschichten, falls ein „Strecken“ der Serie notwendig ist. Auch kann bei der Adaption eine Anpassung an ein anderes, beispielsweise jüngeres Publikum stattfinden. An diesen Entscheidungen sind eine Reihe von Personen beteiligt: Eine Serienregie entscheidet über Handlungsbögen. Regisseure einzelner Folgen entscheiden über die Nähe der Inszenierung zur Vorlage, über deren konkrete Umsetzung die leitenden Animatoren. Beim Charakterdesign werden die Figuren der Vorlage an die Bedürfnisse der Adaption in Bezug auf technische und cineastische Umsetzung, inhaltliche Veränderungen und Zielgruppe angepasst.
Laut einer im Jahr 2013 durchgeführten Studie arbeiten japanische Anime-Zeichner im Durchschnitt 10 bis 11 Stunden pro Arbeitstag bzw. 263 Stunden pro Monat bzw. 4,6 freie Tage/Monat. Animatoren verdienen pro Jahr durchschnittlich (Mittelwert) 3,3 Millionen Yen (ca. 23.000 €) bzw. am häufigsten (Modalwert) 4,0 Mio. Yen (28.000 €), angefangen bei Einstiegspositionen wie Zwischenzeichnern mit 1,1 Mio. Yen (8000 €) über Schlüsselzeichner mit 2,8 Mio. Yen (20.000 €) und Storyboarder/3D-Animatoren mit 3,8 Mio. Yen (26.000 €) bis zu Regisseuren mit 6,5 Mio. Yen (45.000 €).
Zeichner werden häufig nach einem Schema bezahlt, bei dem sie zusätzlich zu einem festen Lohn noch nach fertiggestellten Einzelbildern bzw. -szenen bezahlt werden. Dieses entstand in den 1960er Jahren nach mehreren Arbeitskämpfen vor allem bei Tōei Animation, in denen um gerechte und überhaupt zum Leben ausreichende Bezahlung gerungen wurde. Zur damaligen Zeit wurden bis zu 13.500 Yen pro Monat gezahlt. Am schlechtesten verdienten freiberufliche Frauen nur mit Oberschulabschluss, die meist kolorierten, mit etwa 5.000 Yen im Monat. Generell wurden Frauen grundsätzlich schlechter bezahlt und wurden für höhere Positionen nicht in Betracht gezogen, was sich teilweise bis heute erhalten hat. Für die Koloration von Zeichnungen oder Hilfsarbeiten waren dagegen oft Frauen tätig, auch weil es heißt, sie hätten ein besseres Gefühl für die Farbe. Auch war Tracing, das Übertragen von Zeichnungen auf Cels, oft Arbeit von Frauen, was mit Aufkommen der Xerographie deutlich entwertet wurde.
Bereits von Filmproduktionen von vor dem Zweiten Weltkrieg ist bekannt, dass die Ehefrauen von Animatoren sich an deren Projekten beteiligten. Die Benachteiligung von Frauen ist mit der Erwartung verbunden, dass sie Kinder bekommen. Von Reiko Okuyama heißt es, sie sei um 1960 die erste Frau gewesen, die nach Heirat und Schwangerschaft in die Arbeit zurückkehrte. Auch verheiratete Männer mit Familie wurden lange benachteiligt, da Studios flexible Junggesellen, die beliebig lang Überstunden machen und sogar im Studio übernachten, bevorzugen und demnach auch schneller befördern. Als mit den 1960er Jahren die Produktion von Fernsehfilmen aufkam, wurden die Wochen vor Produktionsabschluss zu „Killer-Wochen“ (satsujin shūkan) und immer wieder kam es zu Krankenhausaufenthalten von Mitarbeitern wegen Überarbeitung. In einigen Fällen wird jedoch an deren medizinischer Notwendigkeit gezweifelt, sie seien womöglich als Zeichen der Hingabe des Mitarbeiters, zur Flucht aus der Überarbeitung oder als Marketing-Signal nach außen geschehen.
Die Arbeitsbedingungen in der Branche verbesserten sind ab den 1990er Jahren in einigen Bereichen, da mit der aufkommenden Videospiele-Industrie den Animatoren erstmals eine Alternative offen stand, die oft bessere Bezahlung und Bedingungen versprach. Zugleich führte die Digitalisierung dazu, dass ganze Berufsgruppen entfielen oder deutlich andere Fähigkeiten für Tätigkeiten wie Kolorierung benötigt wurden.

### Produktionsprozess
Traditionell entstanden Animes, wie auch Trickfilme aus anderen Ländern, als Cel-Animation. Dabei werden bemalte Folien („Cels“) vor einen ebenfalls gemalten Hintergrund gelegt und abgelichtet. Die Zahl der produzierten Folien und Einzelbilder pro Sekunde hängt dabei von Budget und der beabsichtigten Qualität beziehungsweise Flüssigkeit der Bewegung ab. Tendenziell wurden Kinofilme aufwändiger und höherwertiger, mit mehr Cels für die gleiche Zeit, produziert als Fernsehserien. Auch Produktionen direkt für den Videomarkt haben in der Regel eine höhere Qualität als für das Fernsehen. Die Cel-Animation wird seit den 1990er Jahren zunehmend von der Computeranimationen verdrängt. Bis in die 1930er Jahre wurde noch vorrangig Papier verwendet, da Kunststofffolien kaum zu bekommen waren, ehe Fujifilm 1934 eine eigene Celluloid-Produktion einrichtete. Von da an blieb die materielle Grundlage der Animation in Japan bis in die 1990er Jahre Cels und die damit verbundenen Produktionsverfahren.
Seit den Fernsehserien ab Beginn der 1960er Jahre – für manche aus diesem Grund die eigentliche Geburt von Anime – herrscht Limited Animation als Animationsprinzip vor. Bei den Produktionen von Kinofilmen in den Jahren zuvor wurde noch nach dem Vorbild Disneys Full Animation angestrebt, das heißt möglichst realistische Darstellung und bestmögliche Illusion der Bewegung, wobei eine größere Zahl von Bildern pro Sekunde und entsprechender Aufwand eingesetzt wird. 18 unterschiedliche Bilder pro Sekunde sind dafür üblich, 24 in der Spitze.
Dieser Ansatz ist unüblich geworden, nur Kinoproduktionen insbesondere von Studio Ghibli verfolgen diesen noch, und wurde weitgehend durch Limited Animation abgelöst. Diese kommt mit durchschnittlich acht Bildern pro Sekunde oder weniger aus. Der Eindruck von Bewegung wird nicht nur durch unterschiedliche Bilder, sondern auch Arrangement der Bilder und Schnitte erzeugt. So kann der Eindruck von Bewegung, anstatt durch verschiedene Bilder, durch das Verschieben von Vorder- und Hintergrund gegeneinander erzeugt werden. In Actionszenen wechseln eher Standbilder in ausdrucksstarken Posen in schnellen Schnitten als dass Bewegungen tatsächlich gezeigt werden. Raumtiefe kann durch das Übereinanderlegen der Ebenen und deren Überschneidung zumindest angedeutet werden.
Bildelemente werden häufig wiederverwertet und wiederkehrende Bewegungen mit immer gleichen Bildern hintereinander. Zu diesem Zweck verwenden Studios Bibliotheken der einzelnen Figuren in unterschiedlichen Positionen und Bewegungen, die erneut eingesetzt werden können. Auch das Zerlegen der Figuren und die Animation nur des sich bewegenden Körperteils zählt zu diesen Methoden. Ein Fokus auf Erzählen statt Zeigen, die Verwendung von Symbolen sowie ein gezielter Einsatz von Ton und Musik können diese Methoden unterstützen und die Lücken füllen, die die mangelnde Bewegung lässt. Die deutliche Kostenersparnis dabei war zunächst einer der wichtigsten Gründe dafür. Doch auch als ab den 1970er Jahren die Studios langsam mehr Geld zur Verfügung hatten, wurde von diesem Prinzip nicht abgewichen. Stattdessen wurden, wie schon von Beginn an von Tezuka, dessen künstlerische Möglichkeiten erkundet oder zusätzlicher Aufwand in Hintergründe und Designs investiert.
Mit Aufkommen der Xerographie in den 1960ern kam ein Werkzeug hinzu, das einfache Übertragung von Zeichnungen auf die Cels sowie deren Vervielfältigung und Skalierung ermöglichte. Die kostensparenden Methoden der Limited Animation wurden bereits ab den 1920er Jahren eingesetzt, jedoch nicht systematisch.
Die Vertonung einschließlich Aufnahmen der Sprecher finden nach Herstellung der Animation statt, weswegen Lippenbewegungen gerade in günstigeren Produktionen nicht zum Ton passen. Außerdem werden meist nur drei Bilder von Mundstellungen verwendet, an Stelle von acht bei aufwändigen amerikanischen Produktionen. Die umgekehrte Verfahrensweise mit Tonaufnahmen vor Herstellung der Animation war in den 1930er Jahren mit Aufkommen des Tonfilms entwickelt worden und seitdem mehrere Jahrzehnte üblich.
Als in den 1980er Jahren erstmals Computeranimationen eingesetzt wurden, gehörte die japanische Filmwirtschaft zu den ersten Anwendern. Seitdem wird immer wieder mit 3D-Animation experimentiert. Anders als in den USA konnte die Computeranimation aber nicht die traditionelle 2D-Ästhetik ablösen, reine 3D-Animationsfilme bleiben eine Seltenheit. Sie hatten wenig Publikumserfolg, was insbesondere auf den schwer zu beherrschenden uncanny-valley-Effekt zurückgeführt wird, und sind aufwändig in der Herstellung.
Stattdessen werden 3D-Animationen als Effekte in Szenen klassischer Animation eingesetzt, beispielsweise Lichteffekte und am Computer animierte Bildelemente werden in einer Weise gerendert, die sie wie handgezeichnet erscheinen lässt. Besonders letzteres ist seit Ende der 1990er Jahre durch neue Software einfacher umsetzbar geworden und wurde daher zunehmend in Bildelementen eingesetzt, die mit der Hand gezeichnet zu aufwändig oder nur schwer zufriedenstellend umzusetzen sind. Insbesondere die Charaktere aber bleiben handgezeichnet und die Ästhetik der traditionellen Cel-Animation wird beibehalten; wobei Zeichnungen digitalisiert und anschließend als Computergrafik koloriert und animiert werden. Zugleich bringt der Einsatz von Computern neue Möglichkeiten für die Einbindung von Fotografie und Rotoskopie.
Seit den 2010er Jahren ist der Produktionsprozess in nahezu allen Studios vollständig digitalisiert: Von den Skripten über Skizzen, Zeichnungen, Kolorierung und Schnitt findet alles an Computern statt. Das von Tōei entwickelte Software-Paket RETAS verbindet Anwendungen für alle Stadien der Produktion und hat weite Verbreitung erfahren. Insbesondere da an der 2D-Optik der Cel-Animation festgehalten wurde, finden Prinzipien der Limited Animation weiterhin breite Anwendung oder sind wie die Datenbanknutzung in digitalisierten Produktionsprozessen noch effektiver. Bisweilen führen die von der Technik gebotenen neuen Möglichkeiten aber auch zu größerem Aufwand, als er sich mit den älteren, beschränkten Animationsmethoden ergeben hätte.
Die Produktionen sind in der Regel auf viele Unternehmen verteilt, wobei eines als Hauptproduzent fungiert und weitere Nachunternehmer sind. Manches Studio hat sich auf Zuarbeiten spezialisiert, einige heute bedeutende Studios wie Madhouse haben lange fast nur Zuarbeiten für andere geliefert, ehe sie in Eigenregie produzierten. Diese Aufteilung der Arbeiten geht bis zu den Anfängen der Fernseh-Animes in den 1960ern zurück, als die für Fernsehserien im Vergleich zu Kinofilmen plötzlich stark gestiegene Nachfrage von einzelnen Studios nicht gedeckt werden konnte.
Die Herstellung findet nicht nur in Japan statt, sondern aus Kostengründen auch in anderen asiatischen Ländern, Amerika und Europa. Die wichtigsten Nachunternehmer sitzen in Korea, China und Thailand. Ausgelagert werden vor allem die Herstellung von Zwischenphasenbildern und die Koloration. Die Entwicklung von Drehbüchern und Storyboards, Designs und Schlüsselbildern bleibt in der Regel in Japan. Diese Auslagerung begann bereits 1966, blieb jedoch eine Seltenheit bis in die 1990er Jahre, als Kommunikation und Austausch mit den Nachunternehmern einfacher wurde. Für die Zeit um 2010 wurde geschätzt, dass etwa 60 bis 70 Prozent der an Animes beteiligten Arbeitskräfte außerhalb Japans arbeiten.
Auch gleichberechtigte Koproduktionen gab es in der Geschichte des Mediums immer wieder. So beispielsweise mit europäischen Sendern in den 1970er Jahren. Seit in den 1990er Jahren das Interesse an Anime in westlichen Ländern zugenommen hat, kommen auch solche Koproduktionen wieder häufiger vor, vor allem mit amerikanischen Firmen. Auf der anderen Seite arbeiten japanische Studios, insbesondere solche auf Zuarbeiten spezialisierte, auch Produktionen in anderen Ländern zu, vor allem amerikanischen. Dies begann bereits mit einzelnen Filmen in den 1950er Jahren und ab 1960 wurden durch die Produzenten Jules Bass und Arthur Rankin Jr. mehrere Studios regelmäßig beauftragt: Zunächst Mochinaga Tadahito für Puppentrickfilme, dann mit dem Studio MOM Productions auch Zeichentrickfilme und später gehörten Tōei Animation, Mushi Production und Top Craft zu den Auftragnehmern, die damit Lücken zwischen ihren Aufträgen füllen konnten.

### Bekannte Anime-Studios
Eines der international bekanntesten Anime-Studios ist Studio Ghibli, das seit 1985 unter der Leitung von Hayao Miyazaki Filme produziert, z. B. Prinzessin Mononoke 1997, Chihiros Reise ins Zauberland 2001 oder Das wandelnde Schloss 2004. Seinen bisher größten weltweiten Erfolg hatte Studio Ghibli mit Chihiros Reise ins Zauberland. Der Film erhielt neben zahlreichen internationalen Zuschauer- und Kritikerpreisen im Jahr 2002 den Goldenen Bären auf der Berlinale und im Jahr 2003 den Oscar als bester Animationsfilm, was ihn zum meistausgezeichneten Zeichentrickfilm aller Zeiten macht. Mit seinem Fokus auf Kinoproduktionen und als starke, international bekannte Marke ist Studio Ghibli jedoch eine Ausnahme unter den Anime-Studios.
Bei Animeserien ist Tōei Animation bedeutend, das bei frühen Science-Fiction-Klassikern wie Uchū Senkan Yamato (auch Space Battleship Yamato) und Captain Future und später bei Sailor Moon, Dragon Ball und weiteren Serien beteiligt war, die große internationale Verbreitung gefunden haben. Darüber hinaus produzierte Tōei die bedeutendsten Anime-Filme der 1960er Jahre.
Weitere bekannte Anime-Studios:
- A-1 Pictures (Fairy Tail, Sword Art Online)
- Bee Train (El Cazador, .hack//SIGN, Madlax, Noir, Tsubasa – Reservoir Chronicle)
- Bones (Eureka Seven, Fullmetal Alchemist, Ouran High School Host Club, Soul Eater, Wolf’s Rain)
- GAINAX (FLCL, Gurren Lagann, He Is My Master, Die Macht des Zaubersteins, Neon Genesis Evangelion)
- J.C.Staff (Slayers, Shakugan no Shana, To Aru Majutsu no Index, Zero no Tsukaima)
- Kyōto Animation (Clannad, Kanon, K-On!, Lucky Star, Die Melancholie der Haruhi Suzumiya)
- Madhouse (Black Lagoon, Chobits, Death Note, No Game No Life, Ninja Scroll, Summer Wars)
- Nippon Animation (Serienreihe World Masterpiece Theater, Chibi Maruko Chan)
- Production I.G (Blood – The Last Vampire, Ghost in the Shell, Higashi no Eden, Neon Genesis Evangelion: The End of Evangelion, Jin-Roh)
- Shaft (Bakemonogatari, Puella Magi Madoka Magica, Magister Negi Magi Negima!?, Sayonara Zetsubō Sensei)
- Studio Pierrot (Bleach, Frau Pfeffertopf, Naruto, Saber Rider, Saiyuki)
- Sunrise (City Hunter, Code Geass, Cowboy Bebop, Inu Yasha, The Vision of Escaflowne)
- TMS Entertainment (Mila Superstar, Lupin III, Lady Oscar, Detektiv Conan, Monster Rancher)
- WIT Studio (Attack on Titan, Seraph of the End, Kabaneri of the Iron Fortress)

## Finanzierung, Vermarktung und Einbindung in einen Medienmix
Die Produktion und Veröffentlichung von Animes ist oft eng mit anderen Medien verknüpft. In der Vergangenheit basierten fast alles Animes auf erfolgreichen Mangas. Ab den 2000er Jahren hat die Zahl der Adaptionen von Computerspielen und Light Novels deutlich zugenommen. Es wird aber auch umgekehrt nach dem Erfolg eines Animes ein entsprechender Manga gezeichnet. Vergleichsweise selten sind „Anime-Comics“ bei denen der Manga nicht neu gezeichnet, sondern aus Einzelbildern des Animes und eingefügten Sprechblasen zusammengesetzt wird.
Zu den üblichen Merchandising-Artikeln von Franchises, unter anderem Artbooks, Soundtrack-CDs und Klingeltöne, nehmen Model-Kits und fertige Figuren eine wichtige Rolle ein. Diese werden in Japan in großer Zahl für viele Serien verkauft, sind außerhalb des Landes jedoch nur schwer erhältlich. Neben der bereits von den Anfangen des Mediums bestehenden Zielgruppe von Kindern und Familien, die über Tickets für Kinofilme, Werbeschalten in Fernsehserien sowie Verknüpfung mit Spielzeugen Einnahmen generieren, ist die seit den 1980er Jahren entstandene Zielgruppe jugendlicher und junger erwachsener Fans eine finanziell ebenso wichtige Gruppe für die Branche geworden. Sie ist zahlenmäßig deutlich kleiner als die erste Gruppe, jedoch zu deutlich größeren Ausgaben für den Kauf von Merchandising und Kaufmedien bereit und lässt sich direkter ansprechen.
Wichtigste Einnahmequelle der Studios waren in den 2000er Jahren an erster Stelle das Merchandising, danach Senderechte und in deutlich geringerem Umfang Kinoeinnahmen und Werbefilme. Hauptabnehmer ist das Fernsehen, gefolgt vom Kino und dem Videomarkt an letzter Stelle. Für eine einzelne Folge werden etwa 5 Millionen Yen, in früheren Zeiten eher 7 Millionen, und anderthalb Monaten Produktionszeit aufgewendet. In den 2000er Jahren wurden jedes Jahr 30 bis 50 Fernsehserien und 10 bis 20 Kinofilme produziert.
Neben den eigentlichen Filmproduktionen gehören auch Auftragswerke für andere Branchen zu den Einnahmequellen der Studios. Waren das bereits in den Frühzeiten des Mediums Aufträge für Werbung und Lehrfilme, kamen ab den 1980ern vor allem Zuarbeiten zu Computerspielen als lukrative Aufträge hinzu. Für Fernsehserien waren die Senderechte in Japan allein nie ausreichend, um die Kosten zu decken. Astro Boy als erste halbstündige Fernsehserie wurde deutlich unter ihren Kosten verkauft, um überhaupt ins Fernsehen zu kommen und Konkurrenz abzuschrecken, was den Preis für die nachfolgenden Produktionen auf ein zu niedriges Niveau festlegte. Daher sind zusätzliche Einnahmen über Merchandising, Lizenzverkauf ins Ausland und später die Vermarktung von Kaufmedien für das Überleben der Studios notwendig.
Als Lehre aus dem Niedergang von Mushi Production wurde diese Wertschöpfung daher im Laufe der 1970er Jahre in Produktionskomitees institutionalisiert, in denen Sponsoren Einfluss auf die Produktion und weitere Teile eines Franchise nehmen. Teile der Branche sind daher von einem großen Einfluss der Geldgeber aus anderen Branchen geprägt, die ihre Investitionen über den Einfluss im Produktionskomitee zurückerhalten wollen. Insbesondere für einige, auf Neuartigkeiten setzende Branchen wie Spielehersteller ist ein Anime, in den sie investieren, daher nur eine regelmäßig laufende Werbesendung, die abgesetzt und eine neue, ähnliche ersetzt werden kann und soll, sobald das Produkt ausreichend bekannt gemacht und verkauft wurde.
Die Finanzierung über ausländische Beteiligungen oder Beauftragung bestand zwar seit den 1950er Jahren, trat nach dem Misserfolg von Mushi Production, wo mit 30 % Einnahmen aus dem Lizenzverkauf gerechnet wurde, aber für die Branche in den Hintergrund. Ausnahmen waren einige wenige Studios, die fast nur im amerikanischen Auftrag arbeiteten, und Kinderserien. Erst ab dem internationalen Erfolg von Anime ab den 1990ern wurde die Finanzierung aus dem Ausland wieder bedeutender, was zu einem Anteil der Lizenzeinnahmen von 50 % für einige Studios führte, aber auch zu einer Spekulationsblase. Der Anteil hat sich auf einem niedrigeren Niveau stabilisiert.
Die Anime-Produktionen werden in der Regel von Produktionskomitees geleitet, denen oft Unternehmen unterschiedlicher Branchen angehören, so neben Buch-, Spieleverlagen, Studios, auch Lebensmittelfirmen, die Kapital einbringen und sich die Rechte am Werk aufteilen. Durch diese frühe Verknüpfung erscheinen parallel zum Anime auch Manga, Romane und weitere Artikel. Teilweise werden diese Franchises dann gezielt zur Werbung für ein Produkt oder eine Produktgruppe eingesetzt. Die Zusammenarbeit in Produktionskomitees soll auch gewährleisten, dass inhaltliche und Designelemente über die einzelnen Werke hinaus im Franchise genutzt werden, beispielsweise der Einsatz von Charakteren in einem Videospiel bei der Entwicklung für eine Fernsehserie schon mitgedacht wird. Dabei können jedoch Entwicklung der Geschichte, der Figuren und die Darstellung von Konflikten und menschlichen Beziehungen in den Hintergrund treten. Außerdem führt dieses System dazu, dass nur etwa 10 % der Umsätze bei den produzierenden Studios ankommen. Seit ab den 2010er Jahren Anime auch bei internationalen Streaming-Plattformen beliebter geworden sind, beteiligen sich diese häufiger ebenfalls an den Produktionskomitees.
So werden Charaktere für die Verwendung in Computerspielen stark vereinfacht, Spielmechaniken angepasst und dabei unter Umständen austauschbar gemacht und die Handlung und Charakterentwicklung der Vorlage aufgebrochen oder außer Acht gelassen. Solche Charakterzeichnung kann sich auch im Anime zeigen, wird es bei dessen Produktion bereits mitgedacht. Die Adaption anderer Werke bietet außerdem die Möglichkeit, Details von Geschichten oder Nebenerzählungen wegzulassen, da die mit der Vorlage bereits vertrauten Zuschauer in der Lage sind,d die Lücken zu füllen.
Enge Zusammenarbeit über Komitees hat ab den 1990er Jahren deutlich zugenommen, in denen auch der Medienmix an Bedeutung gewonnen hat. Praktiziert wurde diese Zusammenarbeit aber bereits seit langem, so war schon Astro Boy 1963 von Süßwaren- und Spielzeugherstellern mitfinanziert, die passendes Merchandising auf den Markt brachten.
Oft ist die Computerspiel-Industrie an der Anime-Produktion beteiligt, die auf Grundlage der Animes Computer- und Konsolenspiele produziert. Ebenfalls gab es Animes, die wie Pokémon und Digimon auf erfolgreichen Spielen basieren. Auch eine parallele Entwicklung oder der Beginn der Animeproduktion noch vor Start eines Spiels kommen vor. Dabei ist jedoch oft eines der Werke das Zugpferd, an dessen Popularität sich die Adaption hängt. Die Zweitverwertungen werden dann vor allem von Fans und Sammlern gekauft wird, die weitere Einsätze ihrer Lieblingscharaktere oder -welt erleben wollen. Unabhängig solcher Franchise- und Lizenzprodukte beeinflussten Anime und Computerspiele sich in ihren Darstellungsformen und Erzähltechniken gegenseitig. Insbesondere die Ästhetik von Manga und Anime hat den Stil von japanischen Computerspielen geprägt, vor allem was das Charakterdesign betrifft. Bereits frühe japanische Computerspiele orientierten sich in der Darstellung ihrer Figuren an Manga und Anime, und Techniken wie Cel Shading, das Computeranimationen den Anschein klassischer Animationen gibt, oder Prinzipien der Limited Animation werden auch in Spielen eingesetzt.
Wie in Kinofilmen wird im Anime die Musik als wichtiges künstlerisches Mittel benutzt. Am häufigsten wird die Musik als Thema für einen Charakter genutzt, oder um als Hintergrundmusik die Stimmung einer Szene wiederzugeben. Serien haben ein Vorspannlied als Einleitung und einen mit Musik unterlegten Abspann.Lieder werden häufig von bekannten Musikern oder japanischen Idolen gesungen, aber auch von den Synchronsprechern (Seiyū).  Bis in die 1970er Jahre waren nur einfache musikalische Untermalungen und die Veröffentlichung von einzelnen Liedern als Single üblich, mit Kindern als Zielpublikum. 1977 wurde dann nach dem Vorbild des Soundtracks zu Star Wars zum in Japan ähnlich erfolgreichen Uchū Senkan Yamato ein Album herausgebracht. Dessen Erfolg führte rasch zu vielen Nachahmern und die Veröffentlichung von Soundtrack-Alben wurde zu einem üblichen Teil der Verwertungskette. Die Musik wurde aufwändiger komponiert und zu den bis dahin nur mit Orchester oder in Form klassischer Lieder aufgenommenen Stücken traten in den 1980er Jahren Pop- und Elektroklänger, etwas später auch Rockmusik. Die Verwertungskette wurde bald noch um Tonträger ergänzt, auf denen die Synchronsprecher Lieder und Texte in ihrer Rolle im Anime aufgenommen haben. Das förderte die Bekanntheit der bis dahin wenig berühmten Sprecher, die seitdem selbst zu Idolen werden können. Eine weitere Variante von Anime-CD-Veröffentlichungen sind Drama-CDs: Hörspiele, in denen die Sprecher eine Geschichte erzählen, die häufig im Anime nicht vorkommt.
Durch die enge Verzahnung verschiedener Medien und der Übertragung von Inhalten von Manga zu Anime und darüber hinaus haben sich seit den 1990er Jahren zunehmend Charaktere von ihren Erzählungen gelöst, wie es Kulturwissenschaftler Gō Itō 2005 erstmals beschrieb. Der von ihm so genannte kyara (Chara, kurz für engl. Character) ist eine vereinfachte, auf Äußerlichkeiten und wenige prägnante Merkmale reduzierte Form eines Charakters, der als vollwertige literarische Figur nur innerhalb einer Erzählung existiert. Es sind dann nicht die Figuren, sondern oft nur deren Kyara, die in vereinfachten Formen in Adaptionen wie Computerspielen und Musik auftreten, die in Fanwerken verarbeitet werden oder die die Werke eines Franchise verbinden, nicht Geschichten oder detailreiche Charaktere. Kyara sind demnach seit der Jahrtausendwende zunehmend Objekt der Zuneigung der Fans (moe) und zum Angelpunkt von Franchises geworden, während die Bedeutung von und das Interesse an übergreifenden, großen Erzählungen abgenommen habe.

## Mediale Formen

### Kinofilme
Neben Filmen mit originären Stoffen, für die insbesondere das Studio Ghibli weltweit bekannt ist, kommen viele Animes ins japanische Kinos, die vor allem romantische und dramatische Stoffe aus bekannten Romanen und Mangas umsetzen. Außerdem ist es für mehrere, über lange Zeit erfolgreich laufende Manga- und Animeserien meist für Kinder üblich, jedes Jahr einen Kinofilm zum Franchise in die Kinos zu bringen. Auf diese Weise kann das Publikum die ihm bereits vertrauten Figuren, manchmal in nur wenig abgewandelten oder die Serie zusammenfassenden Geschichten, in höherer Animationsqualität im Kino erleben. Auch finden seit etwa 1970 mehrere jährliche Festivals statt, auf denen Studios Filme und Serienzusammenschnitte zu bekannten Franchises oder Fernsehserien präsentieren, was insbesondere im Segment der Kinderunterhaltung zu einer dauerhaften Institution geworden ist.
Die in bereits bestehende Franchises eingebundenen Filme sind oft auch als Werbemaßnahme für die weiteren Produkte ihrer Marke gedacht, sodass auch auf den ersten Blick an der Kinokasse gefloppte Filme oder solche, die ihre Produktionskosten nicht wieder einspielen, auf Grund ihres Wertes als Werbung für die Produzenten eine gelungene Investition sein können. Gänzlich originäre Stoffe dagegen stellen für die Geldgeber ein großes Risiko dar und sind daher selten.
Die zehn erfolgreichsten Anime Kinofilme:
| Titel                                                   | Einnahmen in Dollar |
| ------------------------------------------------------- | ------------------- |
| Demon Slayer: Kimetsu no Yaiba – The Movie: Mugen Train | 507,127,293         |
| Chihiros Reise ins Zauberland                           | 383,877,891         |
| Your Name.                                              | 382,238,181         |
| Suzume                                                  | 237,536,126         |
| One Piece: Film Red                                     | 246,500,000         |
| Das wandelnde Schloss                                   | 237,536,126         |
| Ponyo                                                   | 205,162,666         |
| Jujutsu Kaisen 0: The Movie                             | 196,290,952         |
| Weathering With You                                     | 192,917,583         |
| Stand By Me Doraemon                                    | 183,442,714         |

### Direktvermarktung
Neben Fernsehserien und Kinofilmen werden Animes seit den frühen 1980er Jahren als Original Video Animation, kurz OVA, für den Kaufvideo- und DVD-Markt produziert. OVAs oft sehr kurze Serien oder Kurzfilme, mit Geschichten die für eine Fernsehserie nicht ausreichen oder für die kein großes Publikum zu erwarten ist. Die Qualität ist sehr unterschiedlich, bei manchen Produktionen nur sehr gering, aber oft deutlich über Fernsehniveau. Die Zielgruppe sind zum einen Jugendliche und junge Erwachsene, darunter besonders Anime-Fans. Angebote für diese enthalten in der Regel mit viel Fanservice und Action sowie teils pornografische Inhalte, außerdem Zusatzinhalte zu bekannten Serien.
Daneben sind die Käufer von Heimvideos zu großem Teil Familien und Kinder. Letztere Zielgruppen machten in den 1990er Jahren noch den überwiegenden Anteil am Direktverkaufsmarkt aus, wobei dieses Angebot auch viele Animationsfilme aus den USA, vor allem von Disney und Warner Brothers enthielt. In Verbindung mit diesem Videomarkt gab es in Japan in der Vergangenheit auch einen umsatzstarken Leihvideomarkt. Beide profitieren davon, dass in Japan bereits seit langem weniger Vorbehalte gegenüber Animationsfilm bestehen und daher Animes aller Genres und für alle Altersgruppen produziert werden, sodass eine breite Käuferschaft besteht.
Die Etablierung dieses Vertriebsweges erlaubte es seit den 1980er Jahren mehr und kleineren Studios den Eintritt in den Animemarkt, da OVAs die Gelegenheit kleinerer, direkt finanzierter Aufträge für die Videovertriebe oder sogar direkt für Fans bieten. Im Gegensatz dazu sind für Fernseh- und Kinoproduktionen größere finanzielle Anstrengungen oder entsprechend größere Produktions-Beteiligungen nötig. Mit Aufkommen der DVD wurde die Attraktivität des Vertriebswegs für Käufer weiter erhöht, da nun Zusatzinhalte und Interaktivität geboten werden konnte. Seit 2000 gibt es auch Serien direkt für das Internet, Original Net Animation (ONA) genannt.
Seit in Japan Heimvideo ab Ende der 1970er Jahre für größere Käuferschichten erschwinglich wurde, sind auch Animes aus Fernsehen und Kinos später regelmäßig für den Heimkinomarkt erschienen und haben so ein zweites Publikum erhalten. Auch ältere Werke, die ohne Wiederholungen oder weitere Vorführungen bis dahin immer mehr in Vergessenheit gerieten, wurden auf Kaufmedien ausgewertet und konnten so wieder in die Erinnerung der Öffentlichkeit und von Fans zurückkehren. Zu den Anime mit den höchsten Heimvideoverkäufen zählen daher solche, die zuvor bereits durch Kino und Fernsehen Zuschauer gewinnen konnten:
| Titel                               | Verkaufszahlen (per Volume) | Jahr |
| ----------------------------------- | --------------------------- | ---- |
| Neon Genesis Evangelion             | 171.000                     | 1995 |
| Mobile Suit Gundam                  | 115.000                     | 1979 |
| Bakemonogatari                      | 112.000                     | 2009 |
| Mobile Suit Gundam SEED Destiny     | 93.200                      | 2004 |
| Mobile Suit Gundam Destiny          | 87.200                      | 2002 |
| Die Melancholie der Haruhi Suzumiya | 77.700                      | 2006 |
| Code Geass                          | 77.000                      | 2006 |
| Love Live!, 2. Staffel              | 67.000                      | 2014 |
| Nisemonogatari                      | 65.000                      | 2012 |
| Code Geass R2                       | 65.000                      | 2008 |

### Fernsehen
Anime-Fernsehserien haben für gewöhnlich 12–13, 24–26, sowie seltener 52 oder mehr Folgen, so dass bei wöchentlicher Ausstrahlung eine Laufzeit von einem viertel, halben oder ganzen Jahr erreicht wird. Ein solches Vierteljahresintervall wird als cours (クール, kūru) bezeichnet. Die cours sind dabei saisonal, d. h., es gibt Winter-, Frühlings-, Sommer- und Herbst-Cours, die im Januar, April, Juli bzw. Oktober beginnen.
Im Jahr 1963 wurden sieben Serien gesendet, dies wird generell als der Beginn von Anime-TV-Serien angesehen. 1978 wurde die 50er-Grenze mit 52 Serien gebrochen. 1998 wurde die 100er-Grenze mit 132 Serien erreicht. Mit 233 Serien wurde die 200er-Grenze im Jahr 2004 erreicht. Seitdem hat sich die Anzahl der Serien mehr oder weniger etabliert, jedoch gab es Jahre wie 2006 und 2014, in denen die 300er-Grenze erreicht wurde.
Die meisten Anime-Serien sind insbesondere seit der großen Zunahme der Zahl ab den 1990ern nicht als Endlosserien ausgelegt, obwohl insbesondere Verfilmungen langer Manga-Serien auf weit mehr als 100 Folgen kommen können. Viele Serien laufen dagegen nur über einen Cours, also etwa 13 Folgen. Anders sieht dies bei am Tage ausgestrahlten Animes aus, die meist lang laufen (über zwei cours) und sich zudem auch entweder an ein junges oder ein Familienpublikum richten.
Der Anstieg der Anime-Anzahl in den 1990ern ist darauf zurückzuführen, dass seit 1996 die Mitternachtsprogrammplätze für Anime verwendet werden, aber auch darauf, dass durch den großen Erfolg (und die Kontroverse) von Neon Genesis Evangelion immer mehr Studios, Videounternehmen und Verlage Werke produzieren ließen. Diese schließen sich dann oft mit Merchandising-Partnern zu Produktionskomitees (製作委員会, seisaku iinkai) zusammen und kaufen einen Mitternachtsprogrammplatz – daher auch als Mitternachtsanimes (深夜アニメ, shin’ya anime) bezeichnet – bei mehreren Sendern, üblicherweise für ein bis zwei cours. Der größte Teil dieser Programmierungen geschieht auf Regionalsendern, die keinem der großen Networks angeschlossen sind. Da diese auf UHF-Band ausstrahlen, werden derartige Anime auch UHF-Anime (UHFアニメ) genannt. Mitternachtsanimes erreichen durchschnittliche Einschaltquoten von etwa 2 %, während 4 bis 5 % schon außergewöhnlich hoch sind.
Einschaltquoten spielen bei Mitternachtsanimes kaum eine Rolle. Zum einen wurde bereits früh dafür geworben, die Serien aufzunehmen, womit die Ausstrahlung zu einem Videovertrieb über Umwege wurde, bei der der Kunde den Anime umsonst erhält, aber Werbung hinnehmen und den Datenträger mitbringen muss. Zudem dient die Ausstrahlung zunehmend der Werbung für Veröffentlichungen auf Kaufmedien – die höhere Qualität oder Zusatzinhalte im Vergleich zur Fernsehfassung bieten – und Merchandise-Artikeln, mit denen der Gewinn gemacht wird. Abhängig von deren Verkaufszahlen entscheidet sich dann, ob weitere Staffeln produziert werden. Viele der Anime, die Teil eines Medienmix-Franchises sind, dienen aber auch der Bewerbung des gesamten Franchises, so dass für das auftraggebende Produktionsunternehmen auch die Animeverkäufe zweitrangig sein können, sofern Verkäufe für andere Produkte unter der Marke anziehen. Seit der Einführung der Mitternachtsanime hat sich die Anzahl der Serien mit hohen Einschaltquoten verringert, und auch die Art der Serien im Tagesprogramm hat sich verändert.
Anime mit den höchsten Einschaltquoten:
| Titel                       | Quoten   | Jahr |
| --------------------------- | -------- | ---- |
| Astro Boy                   | ca. 40 % | 1963 |
| Chibi Maruko Chan           | ca. 40 % | 1990 |
| Sazae-san                   | ca. 40 % | 1979 |
| Dr. Slump                   | ca. 40 % | 1981 |
| Obake no Q-tarō             | ca. 40 % | 1966 |
| Kyojin no Hoshi             | ca. 40 % | 1967 |
| Perman                      | ca. 40 % | 1967 |
| Dokonjō Gaeru               | ca. 35 % | 1979 |
| Manga Nihon Mukashi Banashi | ca. 30 % | 1981 |
| Lupin III                   | ca. 30 % | 1978 |
| Doraemon                    | ca. 30 % | 1983 |

### Online-Streaming
Japanische Fernsehsender gehen auch dazu über, den ausländischen Markt direkt zu beliefern. Im Januar 2009 begann TV Tokyo als erster größerer Fernsehsender, seine Animes nur Stunden nach deren Ausstrahlung im japanischen Fernsehen englisch untertitelt auf einer abopflichtigen Website zu veröffentlichen. Heute wird ein großer Teil der Neuerscheinungen gleichzeitig zur japanischen Ausstrahlung (Simulcast) auf Websites mit englischen (Funimation und Crunchyroll), aber auch deutschen Untertiteln gestreamt. Die Sparte hat bei internationalen Streaming-Plattformen deutlich an Beliebtheit gewonnen und stand beispielsweise auf Netflix 2025 nach geschauten Minuten auf Platz 3 nach englischen und koreanischen Inhalten. Zugleich wurden internationale Plattformen wie Netflix wichtige Auftraggeber für Animeproduktionen.

## Verhältnis zur japanischen Gesellschaft und Politik
Anime sind ein fester Bestandteil des japanischen Kulturgutes. Zu den erfolgreichsten Kinofilmen in Japan zählen viele Animes, so Prinzessin Mononoke, Pokémon: Der Film und Chihiros Reise ins Zauberland. Nach einer Umfrage sind die 100 beliebtesten Zeichentrickserien in Japan alle Anime, mit Ausnahme von Tom und Jerry. Im Vergleich zum Animationsfilm in anderen Ländern war Anime in Japan bereits vergleichsweise früh gesellschaftlich anerkannter. So wurden einige Animatoren und Regisseure seit den 1980er Jahren prominent und ähnlich geachtet wie ihre Kollegen aus dem Realfilm.
Während Anime, genauso wie andere japanische Populärkultur, noch bis in die 1990er Jahre von der Politik wenig beachtet und wenn überhaupt nur als Problem wahrgenommen wurde, änderte sich dies nach 2000. Insbesondere durch den Außenminister und späteren Premierminister Tarō Asō, selbst Fan von Anime und Manga, wurde die japanische Populärkultur als wichtiger Teil der japanischen Wirtschaft und Kultur begriffen und dessen Export beworben und gefördert. Mehrere Gesetzesvorhaben stärkten den Urheberschutz und Vertreter der Anime-Industrie wurden in politische Beratungsgremien aufgenommen. Anime und Manga sollten als Soft Power beziehungsweise im Kontext der Idee von Cool Japan ein positives Bild Japans in der Welt vermitteln und wichtiger Teil der Exportwirtschaft sein. Trotz mehrer Regierungswechsel wird an dieser Strategie über inzwischen Jahrzehnte hinweg festgehalten. Tatsächlich hat sich Beliebtheit und entsprechend das Exportvolumen von Anime international seither vervielfacht.
Diesen Initiativen entgegen steht, dass Anime wie auch Manga nicht so neu und modern, nicht so stilistisch und inhaltlich einheitlich sind, wie die politischen Strategien sie bewerben. Stilmerkmale und Marketingstrategien haben eine weit vor 2000 zurückreichende Geschichte und sind oft im Zusammenspiel mit westlichen Einflüssen entstanden, sind also weniger originär japanisch als politisch suggeriert wird. Manche Animeserien werden dafür krititiert, nationalistische oder revanchistische Ideen zu transportieren. Japanischen Animefans wird ein stärkeres Nationalbewusstsein zugeschrieben als anderen Teilen der Gesellschaft. Zugleich findet im Medium auch Kritik an Politik, Gesellschaft und Nationalismus statt, viele Werke zielen auf einheimisches Publikum und sind international nicht verständlich und die Szene und deren Vertreter versuchen sich politischer Einvernahme zu entziehen. Des Weiteren ist fraglich, ob die auch in Japan recht kleine Branche die von der Politik in sie gesetzten wirtschaftlichen Hoffnungen erfüllen kann.

## Anime international
Anime-Produktionen werden weltweit vermarktet und konsumiert. So gab es 2011 dauerhafte Lizenzvereinbarungen japanischer Anime-Rechteinhaber mit Lizenznehmern in 138 Ländern. Nur einige Staaten Zentralasiens und Afrikas sind ausgenommen. Dazu kommt die nicht unerhebliche illegale Verbreitung. Außerhalb Asiens sind hauptsächlich die USA, Frankreich und Italien für die Verbreitung von Anime in Nachbarländern wie Spanien, Portugal, Arabien, Lateinamerika und auch Deutschland verantwortlich. Der Erfolg von Anime in westlichen Ländern öffnete diese Märkte in den 1990er Jahren auch dem verwandten Medium Manga, dem japanischen Comic, der hier zuvor nur wenig Zuspruch finden konnte.
In einigen Nachbarländern Japans – Südkorea und Taiwan – war der Manga dagegen schon früh präsent, ehe auch Animes gezeigt wurden. In der Volksrepublik China dagegen erfuhren beide Medien wie außerhalb Japans erst in den 1990er Jahren größere Verbreitung, auch hier gingen Fernsehserien den Comics voraus. Die, gerade in westlichen Ländern unerwartete, Popularität von Anime – und in Verbindung damit auch Manga – in der Jugendkultur wird von Antonia Levi schon Mitte der 1990er Jahre als „Sieg des Multikulturalismus“ bezeichnet. Einer, der zugleich die Comic- und Animationsszene in Amerika und Europa mit neuen Ideen befruchtete.
Die Veröffentlichung findet sowohl synchronisiert als auch untertitelt statt, wobei insbesondere Fans untertitelte Fassungen oft bevorzugen, um nicht originalgetreue Übersetzungen zu meiden. Da viele Animes Bezüge zur japanischen Kultur haben und daher für Zuschauer in anderen Ländern nicht immer leicht zugänglich sind, waren außerhalb Asiens zunächst vor allem neutrale Stoffe oder solche basierend auf europäischen oder internationalen Märchen erfolgreich, ehe auch stärker japanische Serien ein Publikum finden konnten. Diese hatten und haben es teilweise noch immer schwer, ihr Publikum zu finden, da speziell japanische Stilelemente, Bildsprache und Symbole außerhalb Japans für viele nicht verständlich sind. Außerdem wurden bei vielen Lokalisationen die Dialoge und teilweise auch die Handlung angepasst, um sie kindgerechter zu gestalten, da Zeichentrick im Westen ausschließlich als Medium für Kinderunterhaltung verstanden wurde. So wurden sexuelle Anspielungen oder Gewaltdarstellungen durch Dialogänderungen oder Schnitte entfernt oder „entschärft“, bis hin zu sinnentstellenden Änderungen. Auch die Komplexität einiger Animes wurde durch Kürzungen reduziert oder die Musik durch neue ersetzt, um die Werke dem Publikum gefälliger zu machen.
Bei anderen Serien, die sich eher an Anime-Fans richten, wurden stattdessen zusätzliche Erläuterungen beigelegt, um die japanischen Eigenheiten zu erklären. Der Erfolg des Mediums seit den 1990er Jahren wird teils mit dessen Andersartigkeit beziehungsweise des „Japanischseins“ erklärt, das gerade für Jugendliche einen besonderen Reiz ausmache. Andere Autoren verweisen darauf, dass Serien mit weniger explizitem Japanbezug wie Pokémon und Sailor Moon die erfolgreichsten sind und daher einer im Medium verbreiteten Mischung aus Fantasy und dem Publikum bekannten Alltagsthemen, die zur Identifikation einladen, eine wichtigere Rolle zukommt.
Die früh im Westen erfolgreichen Serien wie Astro Boy ließen keinen japanischen Bezug erkennen, beziehungsweise diesen leicht herausbearbeiten, und wurden daher gern als kulturell neutral wirkende Produkte eingekauft. Durch diese frühen Importe wurde das Publikum bereits an japanische Ästhetik und Erzählmuster gewöhnt. Jonathan Clements spricht von drei Typen von Konsumenten: vor allem Kindern und Jugendlichen, die eher kulturell neutrale Produkte konsumieren; erwachsene Fans, die Anime gerade wegen seiner besonderen Merkmale wählen; und zufällige Publikumsgruppen, die insbesondere bei familien- oder breit anschlussfähigen Filmen in Erscheinung treten.
Besondern in den 1970er und 1980er Jahren, aber auch noch danach, findet ein erheblicher Teil von Animes sein Publikum über illegale Kopien. Vor allem dort, wo noch keine Unternehmen Animes lizenziert hatten oder keine Verkaufsinfrastruktur vorhanden war, wurden das Medium nur durch illegale Verbreitung überhaupt erst bekannt und gewann eine Anhängerschaft. Waren das früher Kopien von Videokassetten, die privat und auf Conventions weitergereicht und von Fans untertiteln wurden, wurden daraus später über Websites zum Herunterladen angebotene Fansubs. Als sich international ein kommerzieller Markt für Animes entwickelte, begannen deren Unternehmen den damit entstehenden Einnahmeeinbußen entgegenzutreten. In den USA taten sich 1995 zusammen, um gegen illegale Kopien und Verleihe der lizenzierten Werke vorzugehen. Dies sollte sich gegen kommerziell orientierte Rechtsverletzungen richten, geriet jedoch schnell in die Kritik der Fanszene, dass es auch gegen Fangruppen vorgehe. Die Arbeit wurde ohne Öffentlichkeitsarbeit fortgesetzt, um keine Reaktionen der Fans mehr zu provozieren. Nichtkommerzielle Kopien werden von den Unternehmen oft toleriert, nicht wenige von ihnen begannen selbst als Fangruppen. Viele Fansubgruppen wiederum stellen die Verbreitung ein, wenn ein Anime in der jeweiligen Sprache lizenziert wurde und offiziell veröffentlicht wird.
Durch die Etablierung von Streaming sowie von Tauschplattformen nahm die Online-Verbreitung von illegalen Kopien ab den 2000er Jahren zu und geht nun nicht mehr nur direkt von Fansubbern aus oder findet nicht nur über persönliche Treffen statt. Während die Anime-Vertriebe dahinter wachsende Verluste befürchten, wird diese Form der Verbreitung von anderen Beobachtern auch als Werbung in Zielgruppen gesehen, die kommerzielle Vertriebe nicht erreichen können. Es ist jedoch unklar, ob sich solche Werbung je in Einnahmen für die Produzenten auszahlt.
In den 2020er Jahren hat die internationale Beliebtheit und entsprechend der Export japanischer Populärkultur, darunter auch besonders Anime, deutlich zugenommen. Seit 2022 ist der Auslandsmarkt bedeutender als der inländische Markt. Im Jahr 2023 erreichte der Export zusammen mit Videospielen einen Wert von 33,7 Milliarden Euro.

### USA
Anime-Serien sind im Westen erstmals in den Vereinigten Staaten im Fernsehen aufgetaucht. Dort sind in den 1960er Jahren unter anderem Astro Boy, Kimba, der weiße Löwe, Gigantor und Speed Racer gelaufen. Letztere wurde als einzige schon als japanisch erkannt und prägte lange das Bild von Anime in den USA. Danach waren Anime-Serien weniger präsent, als es in Europa der Fall war. Die populärsten Serien kamen aus dem Science-Fiction-Bereich, wie Star Blazer, Voltron und Robotech.
Auch gab es Koproduktionen zwischen den USA und Japan, deren japanische Ursprünge oft nicht wahrgenommen wurden, dazu zählen Das Letzte Einhorn und Transformers. In den 1990ern begannen sich nach ersten erfolgreichen Animes im Kinos auch amerikanische Filmproduzenten für die japanische Filmindustrie zu interessieren und finanzierten unter anderem Ghost in the Shell mit und eine Vereinbarung zwischen Disney und Tokuma Shoten brachte die Filme des Studio Ghibli nach Nordamerika. Kurz darauf war wie in Deutschland die internationale Vermarktung der Serien Sailor Moon, Pokémon und Dragon Ball Z für die Wahrnehmung von Anime im Speziellen verantwortlich gewesen. Der Film Pokémon the Movie: Mewtwo Strikes Back von 1999 wurde zum erfolgreichsten Anime-Film in den japanischen Kinos. Erfolgreiche Ausstrahlungen von Anime-Serien hatten Einfluss auf die Cartoon-Industrie in den USA selbst. Zunächst betraf das vor allem die Comicszene, die sich in Ästhetik und Themen von Anime und Manga inspirieren ließ. Es folgten Animationsproduktionen, die zunächst noch zurückhaltend auf düsterere Atmosphäre und erwachsenere Themen setzten. Serien wie Galaxy Rangers in den 1980ern sowie Avatar – Der Herr der Elemente, Monsuno und Teen Titans in den 2000ern waren von der Anime-Ästhetik beeinflusst. Seit Ende der 2000er wurden auch mehrfach Manga- beziehungsweise Anime-Titel von amerikanischen Studios als Realfilm adaptiert.
Nach dem Boom Anfang der 2000er Jahre gingen zum Ende des Jahrzehnts die Verkäufe von Anime-DVDs zurück, was zum einen auf die Konkurrenz durch legale und illegale Online-Angebote zurückgeführt wurde, aber auch den massiven Zustrom neuer Wettbewerber in den wachsenden Markt um 2000. Diese kauften oft Lizenzen, ohne deren Chancen im US-Markt einschätzen zu können oder gar nur mit Projektskizzen, was erst die Lizenzpreise in die Höhe trieb und bei ausbleibenden Erfolg viele Unternehmungen in den Ruin. Auch einige japanische Studios, die zu sehr auf Geld aus den USA setzten, waren dann in finanziellen Nöten. Eine ähnliche, noch deutlichere Entwicklung nahm der nordamerikanische Manga-Markt.
Im US-Fernsehen werden für Anime, die im Kinderprogramm laufen, die umfangreichsten Bearbeitungsmaßnahmen unternommen. Diese US-Fassungen werden dann oft international vermarktet. Der amerikanische Jugendschutz ist im Vergleich zu europäischen Ländern wie Deutschland und Frankreich weitaus strenger. In den USA stehen den Unternehmen umfangreiche Mittel zur Verfügung, um Bilder zu retuschieren, Namen zu ändern, Folgen auszulassen, zusammenzuschneiden und somit die Handlung zu verändern. Auch die Musik wurde teilweise verändert. Freizügige, gewalttätige, religiöse oder japanisch-kulturelle Inhalte und auch Bezüge zu Alkohol, Waffen und Drogen werden entfernt. Ernsthafte Themen wie der Tod werden umschrieben oder ausgelassen. Diese Maßnahmen unterscheiden sich von Serie zu Serie und auch von Firma zu Firma. Die konsequentesten und umfangreichsten Bearbeitungen finden bei 4Kids (One Piece, Yu-Gi-Oh), Harmony Gold (Robotech), Saban Brands (Digimon, Glitter Force) und DiC (Sailor Moon) statt.
Weitgehend unbearbeitete Serien haben Popularität durch Videokassetten oder durch Nachtprogramme von Sendern wie Cartoon Network oder SyFy gewonnen. Speziell im Nachtprogrammblock von Cartoon Network sind Cowboy Bebop und Big O sehr populär geworden. Space Dandy, Ghost in the Shell: Stand Alone Complex und eine zweite Staffel von Big O wurde von amerikanischen Geldern mitfinanziert. Netflix plant, mehrere Serien mitzufinanzieren, die dann als Netflix Original beworben werden.
Seit den 2000ern sind Anime, zuvor nur wenigen bekannt, stärker Teil des amerikanischen Mainstreams geworden, was auch zu zunehmender gesellschaftlicher und politischer Kritik am Medium führte. Während zunächst vor allem die Fans kritisiert wurden – als seltsam und unreif – geraten mittlerweile auch die Werke selbst in die Kritik, meist, weil sie nicht kinderfreundlich genug seien.

### Anime in Deutschland
Als erster Anime in Deutschland wurde ab dem 16. März 1961 der Film Der Zauberer und die Banditen von Toei Animation aus dem Jahr 1959 in den Kinos gezeigt. Die erste Anime-Serie im deutschen Fernsehen war Speed Racer, von der 1971 aber nur einige Folgen gezeigt wurden, ehe sie wegen Protesten abgesetzt wurde. Für die Ausstrahlung von Captain Future in den 1980er Jahren wurde Gewaltszenen entfernt, sodass sie von 52 auf 40 Folgen gekürzt wurde. Entsprechend wurden in den 1970er und 1980er Jahren nur kinderfreundliche Serien, zum Beispiel des Masterpiece Theater gezeigt, bei denen keine Proteste zu befürchten waren. Einige davon waren deutsche Koproduktionen wie Wickie und die starken Männer, Die Biene Maja und Nils Holgersson.
Die ersten deutschen Kauf-Animes gab es im Jahr 1975 auf sogenannten TED-Bildplatten. In den 1980er Jahren erschienen zahlreiche Animes auf VHS-Kassetten. Dieser Markt war neben der Zweitverwertung von Kinderserien aus dem Fernsehen geprägt von erotischen Werken, die von Trimax herausgebracht wurden. Diese Importe führten dazu, dass „Anime“ noch bis nach 2000 von vielen eng mit pornografischen oder stark gewalthaltigen Werken verknüpft wurden.
Mit Beginn der 1990er Jahre sind im deutschen Kino häufiger Anime-Filme gezeigt worden, darunter Akira (1991), Ghost in the Shell (1997) sowie einige Produktionen von Studio Ghibli wie Prinzessin Mononoke (2001) und Chihiros Reise ins Zauberland (2003). Mit dem Aufkommen des Privatfernsehens kam auch eine Vielzahl von Anime-Serien ins Fernsehen, zunächst über Einkäufe von europäischen Programmpaketen, in denen neben westlichen Zeichentrickserien auch vereinzelt Anime enthalten waren. Mit der Zeit wurden auch Serien für Jugendliche ins Programm genommen, und im August 1999 erhielten Animes den Programmblock Moon Toon Zone bei RTL 2. Dieser Block bestand aus Sailor Moon, Dragon Ball und Pokémon und wurde mit Anime@RTL2 ab 2001 und PokitoTV im Jahr 2004 ausgebaut. Durch den Erfolg der RTL-2-Ausstrahlungen begann das bewusste Lizenzieren von Anime durch RTL2 und andere Fernsehsender. K-Toon, MTV, VIVA und VOX sendeten Animes für ein älteres Publikum. Ab 2007 ging dieses Angebot von Animes im Fernsehen wieder deutlich zurück. 2013 wurde das Programm bei RTL II vollständig abgesetzt. Von 2007 bis Juni 2016 gab es mit Animax Deutschland ein eigener Pay-TV-Sender für den deutschsprachigen Raum. Heute senden nur noch ProSieben MAXX (seit 2013) und Nickelodeon regelmäßig Animes. Die Nachbearbeitung von Animes geschah im deutschen Fernsehen und Kino lange Zeit in großem Maße und war oft Gegenstand großer Kritik von Fans. Dabei wurden zahlreiche Schnitte und inhaltliche Änderungen meist mit dem Jugendschutz begründet, da Trickserien als Kinderprogramm gelten und für dieses Publikum eingekauft und gezeigt werden.
Das erste deutsche Anime-Label war OVA Films, gegründet 1995. Um 2000 kamen immer mehr Label auf den Markt, von denen sich jedoch viele nicht halten konnten. Erst ab 2010 traten neue Unternehmen dazu, von denen einige seit 2015 auch regelmäßige Anime-Festivals veranstalten. AV Visionen startete im September 2007 das erste deutsche Anime-Video-on-Demand-Portal Anime on Demand. Mit der Zeit folgten weitere deutsche wie internationale Angebote, die jedoch nicht alle von Dauer waren. So stellte das zu ProSiebenSat.1 Media gehörende MyVideo sein 2011 gestartete Angebot 2016 wieder ein. Seit 2013 bedient das amerikanische Portal Crunchyroll auch den deutschen Markt.
Eine Fanszene entwickelte sich ab den 1980er Jahren in kleinerem Maße. Mit zunehmender Verbreitung und Popularität von Animes wie auch Mangas nach der Veröffentlichung von Akira im Westen und umso mehr nach dem Erfolg von Fernsehserien, darunter Sailor Moon und Dragon Ball, entwickelte sich eine größere Fangemeinde. Diese stützte sich stark auf Kommunikation über Chats und Foren, es entstanden Fanzines und Veranstaltungen der Szene sowie Treffen auf Buchmessen. Darüber hinaus gehört Cosplay, das Verkleiden als Figur aus einem Manga oder Anime, und Fan-Art zu wichtigen Hobbys in der Szene. Außerdem findet nicht selten eine Auseinandersetzung mit japanischer Kultur und Gesellschaft jenseits von Populärkultur statt.
Bedeutende Veranstaltungen, auf denen sich Fans vorrangig treffen, sind Anime- und Manga-Conventions sowie der Japantag, die Buchmessen oder Veranstaltungen zum japanischen Film. Das einzige derzeitige professionelle deutschsprachige Anime-Fachmagazin ist die AnimaniA, die seit September 1994 erscheint. Dazu kommen Jugendmagazine mit eigenen Anime-Bereichen, wie Mega Hiro, Koneko und Kids Zone. Mittlerweile eingestellt sind die vom Verein Anime no Tomodachi herausgegebene Funime sowie die MangasZene.

### Frankreich
In Frankreich sind Anime zum ersten Mal mit den Serien Kimba, der weiße Löwe und Choppy und die Prinzessin (Erstausstrahlung folgte in Deutschland im Jahr 1996) im Jahr 1972 und 1974 aufgetaucht. Ähnlich wie bei Wickie und die starken Männer und Die Biene Maja gab es französisch-japanische Koproduktionen (Barbapapa, Odysseus 31 und Die geheimnisvollen Städte des Goldes) und viele Serien des World Masterpiece Theater wurden gezeigt. Mit der Toei-Produktion Grendizer, in Frankreich Goldorak genannt, wurde 1978 eine Serie ausgestrahlt, die maßgeblich dafür verantwortlich war, dass im Kinderprogramm vermehrt auf Anime gesetzt wurde. Die Serie erreichte hohe Einschaltquoten, löste aber auch große Anfeindungen und Proteste gegenüber gewalthaltigen japanischen Produktionen aus. TF1 ist der größte Privatsender Frankreichs und setzte im Kinderprogramm stark auf Anime, viele Serien waren verantwortlich für die große Fanszene in Frankreich. Es folgten mehrere Science-Fiction-Serien von Leiji Matsumoto. Das als Albator gezeigte Captain Harlock wurde von einem französischen Studio auch als Comic umgesetzt. Für weibliches Publikum wurde 1978 die Serie Candy Candy aus Japan importiert. Während RTL2 insgesamt etwa 60 Serien zeigte, waren es auf TF1 weit über 100. AB Productions hat die Serien jedoch als billiges Kinderprogramm angesehen und diese Massen an Serien dann so im Schnitt und Dialog zusammengestutzt. 1997 wurde das Programm auf TF1 nach Protesten und einen Konflikt über Anime, der über 15 Jahre anhielt, vollständig abgesetzt. Danach haben sich verschiedene Spartensender gefunden, die ein Animeprogramm sendeten, während im Kinderprogramm der großen Sender ausschließlich auf sehr kindgerechte Anime gesetzt wurde.
Space Adventure Cobra gilt als der Anime mit dem höchsten Kultstatus in Frankreich, Realverfilmungen und Fortsetzungen als Koproduktion sind geplant. 2004 wurde Ghost in the Shell 2: Innocence bei den Internationalen Filmfestspielen von Cannes 2004 nominiert. Wie in den USA hatten Anime Einfluss auf die heimische Zeichentrickindustrie in Frankreich. Totally Spies! und Wakfu sind ästhetisch an Anime angelehnt.

### Italien
In Italien war die Resonanz auf Anime durchwegs positiv. Seit Goldorak wurde beinahe jedes Genre und Format von Japan übernommen. In Italien wurden die meisten Anime außerhalb Japans im Fernsehen und Kino gezeigt. Während in Deutschland in den 70ern und 80ern nur knapp 20 Serien gezeigt wurden, waren es in Italien bereits über 200. Der Grund für diese Massenimporte war, dass Italien bereits 1976 das Fernsehen privatisierte und daraus eine Vielfalt an Sendern hervorging. Auch waren Anime die preiswertesten Zeichentrickproduktionen. Wie auch in Frankreich war Goldrake (Grendizer) sehr erfolgreich und erhielt mehrere italienische Comic-Adaptionen – wurde aber auch Ziel scharfer Kritik von politischer Seite, es sei faschistisch, militaristisch und anti-kommunistisch. Für weibliches Publikum wurde 1978 die Serie Candy Candy aus Japan importiert. Koproduktionen mit Japan wie Calimero, Z wie Zorro und Die Abenteuer des Sherlock Holmes sind entstanden. Eine Vielzahl der Sendungen, die in Kinderprogrammen der großen Sender liefen (Rai und Mediaset), wurden konsequent bearbeitet. So hat man Gewalt und freizügige Szenen geschnitten – aber auch Zensur und Veränderungen im Dialog wurden vorgenommen. Thematiken wie der Tod, sexuelle Anspielungen, japanische kulturelle Inhalte, sowie drastische Bilder und Zustände wurden sehr kindgerecht und abgeflacht aufbereitet. Durch die Thematik der Serie Detektiv Conan haben sich aber solche Dialogumschreibungen wieder gelegt, und diese werden inzwischen auch in anderen Serien nicht mehr verwendet. In den 70ern, 80ern und 90ern sind verschiedene Serien unverändert auf verschiedenen Lokalsendern gelaufen, jedoch geriet Fist of the North Star in starke Kritik, weshalb fortan auf diesen kleineren Sendern auf Anime verzichtet wurde. 1999 begann mit MTV Italy die erste Ausstrahlung von Anime explizit für ein älteres Publikum zu einer passenden Sendezeit.

### Spanien
Verschiedene Animeserien sind in Spanien zunächst auf dem öffentlich-rechtlichen Sender Televisión Español gelaufen. Der erste war wie in anderen Ländern Kimba, der weiße Löwe, 1969. jedoch geriet Saint Seiya in die Kritik und wurde abgesetzt. Auch Koproduktionen wie Um die Welt mit Willy Fog, D’Artagnan und die drei MuskeTiere und Roy, the Little Cid sind entstanden. Auch viele Serien des World Masterpiece Theater wurden gezeigt und einige von lokalen Künstlern adaptiert. So erschien ein spanischer Comic zu Heidi. Ebenso wurde Mazinger Z adaptiert. Mit dem Aufkommen des Privatfernsehens im Jahre 1990 startete der Sender Telecinco. Er setzte Saint Seiya fort und importierte fast 100 weitere Animeserien. Genau wie in Frankreich und Italien hat sich die Wahrnehmung für Anime weit vor Deutschland und den USA entwickelt. Jedoch kamen viele dieser Serien in die Kritik aufgrund von Gewaltdarstellungen oder auch wegen freizügigeren Szenen (kurze Röcke bei Sailor Moon oder Nacktheit bei Ranma 1/2) und wurden 1999 zeitweilig mit Disneycartoons ersetzt.

## Rezeption des Mediums

### Wissenschaftliche Auseinandersetzung
Der Medienhistoriker Jonathan Clements weist darauf hin, dass Anime auf unterschiedliche Weisen rezipiert werden und wurden: lange Zeit nur als Ereignis, das im Kino oder im Fernsehen stattfand. Seit den 1980ern auch als Produkt, als Kaufmedium zum erwerben und besitzen. Die Art, wie Anime erlebt wurde, verändert die Wirkung des Mediums auf den Zuschauer. Anime als Ereignis ist insbesondere in Japan noch heute von Bedeutung, teils auch in abgewandelter Form wie bei Konzert-„Auftritten “der in 3D animierten Figur Miku Hatsune. Auch die Sicht von Journalisten und Wissenschaft auf das Medium wird davon beeinflusst, welche Arten der Rezeption dabei beachtet werden.
In der Auseinandersetzung mit dem Medium spielt eine Reihe von Quellen eine Rolle. Dazu zählen die selbstgeschriebenen Chroniken von Unternehmen und von Einzelpersonen, Jahrbücher, digitale und analoge Datenbanken, Magazinsammlungen und Kataloge (vor allem der Animage und Newtype), sowie schließlich Originalmaterial an Werken und aus deren Produktion. Letztere sind jedoch nur noch unvollständig erhalten, da aus der Frühzeit bis in die Nachkriegszeit viele Materialien verloren gegangen und nur Berichte, Aufträge, Katalogeinträge oder Werbung dazu erhalten sind. Die Einblicke, die man in das Medium gewinnen kann, können sich dabei besonders bei den Quellen von Studios und Künstler, stark unterscheiden, da viele ihre persönliche Sicht auf die Entwicklung von Anime und ihren Beitrag darin pflegten und verbreiteten. Auch gehen manche Berichte auf mündliche Überlieferung oder Aussagen zurück, die Jahre oder Jahrzehnte nach den Ereignissen niedergeschrieben wurden.
Akademische Geschichtsschreibung zu Anime und solche in Unternehmens- und Fankreisen ist oft teleologisch und von persönlichen Erfahrungen geprägt. Entsprechend wird sie oft so erzählt, dass die Geschichte auf bestimmte, für den Erzähler besonders bedeutende, Werke als Kulminationspunkt zuläuft, die aber je nach Erzähler unterschiedliche sind, bestimmt von ästhetischem Geschmack und Erfahrungen. So werden auf Fans fokussierte Studios in der Forschung intensiver betrachtet als solche mit Zuspruch bei einem breiten Publikum, das aber weniger Anteil an Forschung und dem Gedächtnis der Szene hat.

### Fanszene
Japanische Animationsfilme haben weltweit eine Fangemeinde, die sich in großen Teilen mit der von Mangas überschneidet. Der Markt der Fans, die viel konsumieren und bereit sind, größere Mengen Geld regelmäßig auszugeben, wird auf 100.000 bis 400.000 Menschen geschätzt. Viele Veranstaltungen widmen sich daher beiden Medien. Eine Fanszene entwickelte sich zunächst in Japan und ab den 1980er Jahren in kleinerem Maße in den USA und Frankreich. Die japanische Fanszene entstand ab den 1970er Jahren, vor allem im Zusammenhang mit Science-Fiction-Serien und dem SF-Fandom, aus der ersten mit Animes im Fernsehen aufgewachsenen Generation. 1978 startete mit Animage das erste Anime-Magazin in Japan, das sich an ein breites Publikum richtete. Ihm folgten viele weitere, darunter 1985 das für die Szene ebenso bedeutsame Newtype.
Im folgenden Jahrzehnt wurden mit dem Aufkommen von Original Video Animations mehr Produktionen für ein Nischenpublikum möglich und Fans konnten über Video das Erleben von Animes untereinander teilen und nach Belieben oft und genau betrachten, was die Szene stärkte. Bald wurden diese Fans auch in der Anime-Industrie selbst aktiv. Die Szene emanzipierte sich von der Science-Fiction-Szene und wurde durch Veranstaltungen und massenweise Kinobesuche erstmals als eigene Gruppe öffentlich wahrgenommen. Es kam der Begriff Otaku für Anime-Fans auf, der bis heute sowohl als Selbstbezeichnung als auch spöttische, herabwürdigende Fremdbezeichnung verwendet wird. Ein wichtiges Porträt dieser Fans war die Kurzserie Otaku no Video des von Fans gegründeten Studios Gainax.
Mit zunehmender Verbreitung und Popularität von Animes wie auch Mangas nach der Veröffentlichung von Akira im Westen und umso mehr nach dem Erfolg von Fernsehserien, darunter Sailor Moon und Dragon Ball, entwickelte sich auch in Nordamerika und Europa eine größere Fangemeinde. Die Entwicklung dieser Fangemeinde wurde auch befördert durch die mit dem Internet aufkommenden, neuen Kommunikationsformen wie Chats und Foren. Als die deutsche Fanszene um das Jahr 2000 herum wuchs, war sie noch sehr jung. Einer Umfrage von Sozioland aus dem Jahr 2005 sowie einer Untersuchung des französischen Centre d'Études et de Recherches Internationales zufolge waren die meisten zwischen 14 und 25 Jahren alt. Nur wenige waren über 25, spielten jedoch in der Fanszene eine wichtige Rolle, gründeten die ersten Magazine und Veranstaltungen. 70 bis 85 Prozent der Befragten waren weiblich.
Während gelegentliche Zuschauer meist synchronisierte Animes konsumieren, werden in der Kern-Fanszene vor allem im Westen eher die untertitelten Fassungen vorgezogen, da diese näher am Original liegen und meist leichter und für eine deutlich größere Zahl an Werken verfügbar sind. Vor allem in den 1990er Jahren waren die synchronisierten Fassungen auch deutlich stärker nachbearbeitet und kulturell dem Zielland angepasst. Insbesondere das Bedürfnis, Werke in möglichst originaler Form zu sehen, spielt daher eine große Rolle beim Bevorzugen von Untertiteln. Damit verbunden entsteht oft auch ein Interesse an japanischer Sprache sowie das Verwenden japanischer (Slang-)Begriffe in der Konversation unter Fans.

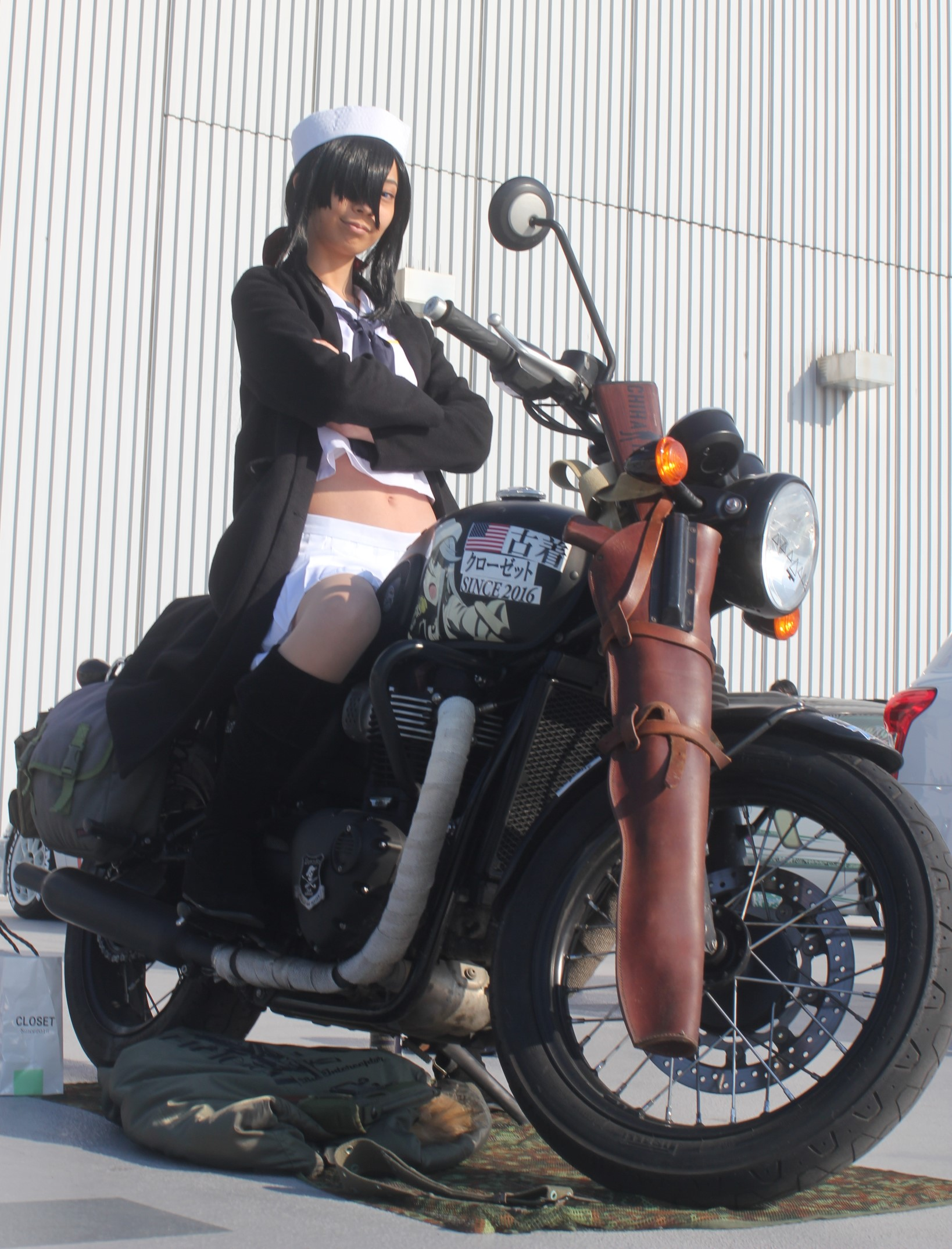
Eine Cosplayerin auf einem Motorrad mit einem Bild aus dem Anime „Girls und Panzer“

Das Medium lädt, wie auch Manga, in großem Maße zu eigener Kreativität ein. In der Fanszene ist die Auseinandersetzung mit den Werken und deren Fortsetzung in Form von Dōjinshi (Fan-Manga), Fanfiction, Fanart oder das Verkleiden als Figur aus einem Anime (Cosplay) weit verbreitet. Dieses große Maß an Interaktion zwischen Medium und Fans kann als ein weiteres wichtiges Merkmal von Anime gesehen werden. Gegenstand nicht weniger Fan-Werke sind von den Fans erdachte Liebesgeschichten zwischen den Charakteren, die im Original nicht vorkommen – häufig auch gleichgeschlechtliche Liebe. Für Geschichten über Liebe zwischen Männern etablierte sich die Genrebezeichnung Yaoi.
Manche unter den Fans haben auch besonders starke Zuneigung oder Liebe zu einzelnen Charakteren oder Charakter-Merkmalen, was unter dem Begriff Moe zusammengefasst wird, der auch an dieses Phänomen angelehnte Genremerkmale und Darstellungsmittel bezeichnen kann. Die Anime- und Manga-Fanszene kann als in eine breitere Kultur moderner Japan-Mode eingebettet gesehen werden, bestehend aus J-Pop und Visual Kei, japanischem Essen, Mode, Karaoke und Computerspielen.
Bedeutende Veranstaltungen, auf denen sich Fans vorrangig treffen, sind Anime- und Manga-Conventions. Diese Conventions bieten Verkaufsstände, Workshops, Autogrammstunden, Konzerte oder Videoabende und Cosplay-Wettbewerbe. Eine der weltweit größten Conventions ist die Japan Expo in Frankreich mit über 230.000 Besuchern. Darüber hinaus finden viele weitere Veranstaltungen in Europa und Nordamerika statt. Daneben ist Anime auch bei Veranstaltungen zu Japan, Animationsfilm, Comic oder Literatur ein Thema, so finden sich in Deutschland beim Japantag oder der Frankfurter Buchmesse Veranstaltungen zum japanischen Animationsfilm.
Da bis in die 1990er Jahre hinein alle Animes nur mit Blick auf den heimischen Markt entstanden – und viele auch heute noch – ist für ihr Verständnis oft Wissen über die japanische Kultur notwendig. Der Erfolg der Serien außerhalb Japans war für deren Produzenten daher oft unerwartet. Laut Antonia Levi macht gerade diese zusätzliche Ebene, der damit verbundene Aufwand und die Möglichkeit etwas über eine andere Kultur zu lernen bei der Rezeption auch den Reiz des Mediums für seine westlichen Fans aus, die das „Japanischsein“ von Anime wertschätzen.
Die Attraktivität des Medium für die Fans, so Ralf Vollbrecht, liege im deutlichen Unterschied zum „westlichen“ Zeichentrick. Statt „kindlich-kindisch“ zu sein, würde das Körperliche und sexuelle Attraktivität stärker betont, und die Geschichten seien auch bei fantastischen Stoffen in ihren Themen nah an den Lebenswelten – insbesondere Entwicklungsthemen werden oft angesprochen – und es gibt ein hohes Identifikationspotenzial für die vor allem junge Zielgruppe und Fangemeinde. Auch Alexander Zahlten betont, der Reiz vieler Serien gerade für jugendliches Publikum läge in der Thematisierung von Transformation des Selbst und der Begegnung mit Anderen, und bringt dies in Zusammenhang mit dem Ende der bipolaren Weltordnung nach dem Ende des Kalten Krieges, das eine Verunsicherung und Sorge um das Selbst gebracht habe.
Gerade für Mädchen biete Anime Geschichten mit besonderen Identifikationsmöglichkeiten, so Dinah Zank. Vor allem einige Genres von Animes sprechen in Themenwahl und Design ein weibliches Publikum an und bietet diesem auch Charaktere wie weibliche Kriegerinnen, die Stereotype aufbrechen. Dabei sprechen solche Werke auch männliche Zuschauer an, auch weil sie die Flucht in eine andersartige, „sichere, fantasievolle und idealisierte“ Mädchenwelt bieten.